# Pont-Scorff
Pour les articles homonymes, voir Pont (toponyme).
Pont-Scorff [pɔ̃skɔʁf] est une commune française située dans le département du Morbihan, en région Bretagne. Historiquement, elle fait partie du pays vannetais et du Kemenet-Héboé.

## Géographie

### Localisation et communes limitrophes
La ville de Pont-Scorff est situé à vol d'oiseau à 9,7 km au nord de la ville de Lorient, à 11,6 km à l'est de la ville de Quimperlé et à 9,8 km à l'ouest de la ville d'Hennebont.
| - OpenStreetMap Limite communale |

### Relief
L'altitude varie de 2 à 74 m : le point le plus élevé se trouve dans le bois de Kervorchant, dans l'angle nord-ouest du finage communal et le plus bas dans la vallée du Scorff là où ce fleuve côtier quitte le territoire communal au niveau de la confluence avec le Scave. Au Bas-Pont-Scorff, une « falaise » abrupte tombe au pied du Scorff. Le Haut-Pont-Scorff est construit sur un plateau sur le sommet de cette falaise.
| - Carte topographique de la commune de Pont-Scorff. |

### Hydrographie
Le Scorff et le Scave sont les deux principaux cours d'eau de la commune. Le Scorff est un fleuve côtier qui borde la commune à l'est et matérialise la limite avec les communes de Cléguer et de Caudan. Le quartier du Bas-Pont-Scorff, situé sur la rive opposée du Scorff, dépend ainsi administrativement de la commune de Cléguer bien qu'il constitue un faubourg du bourg de Pont-Scorff. Le Scave est un affluent de la rive gauche du Scorff. Son cours, long de 14,2 km, matérialise au sud la limite avec les communes de Gestel et Quéven (étangs du Verger et du Moulin de Kerrousseau). À partir du bourg de Pont-Scorff, les effets de la marée commencent à se faire sentir et le lit du Scorff commence à s'élargir pour former un estuaire.

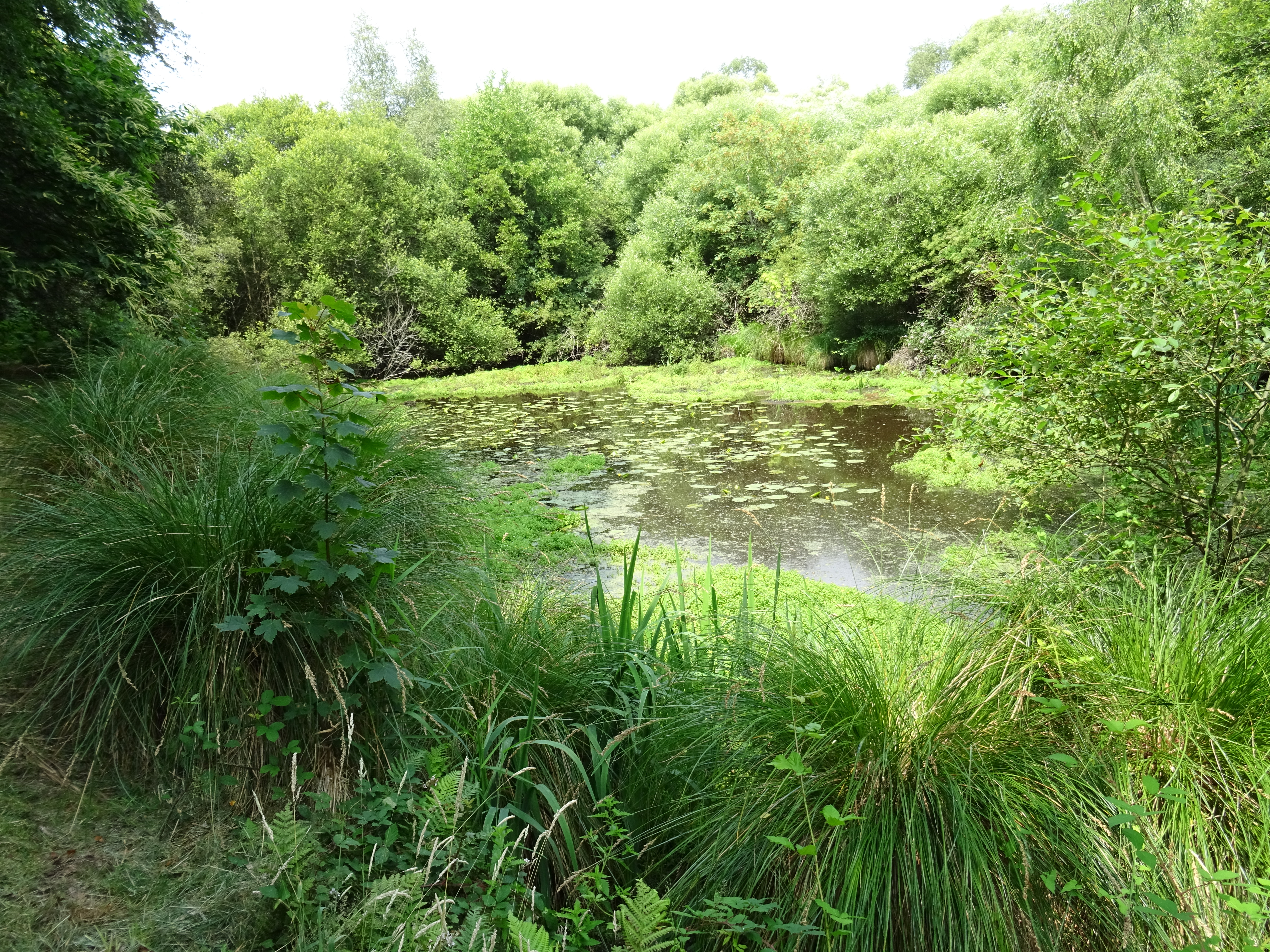
L'étang du Verger sur le Scave (limite entre Gestel et Pont-Scorff).
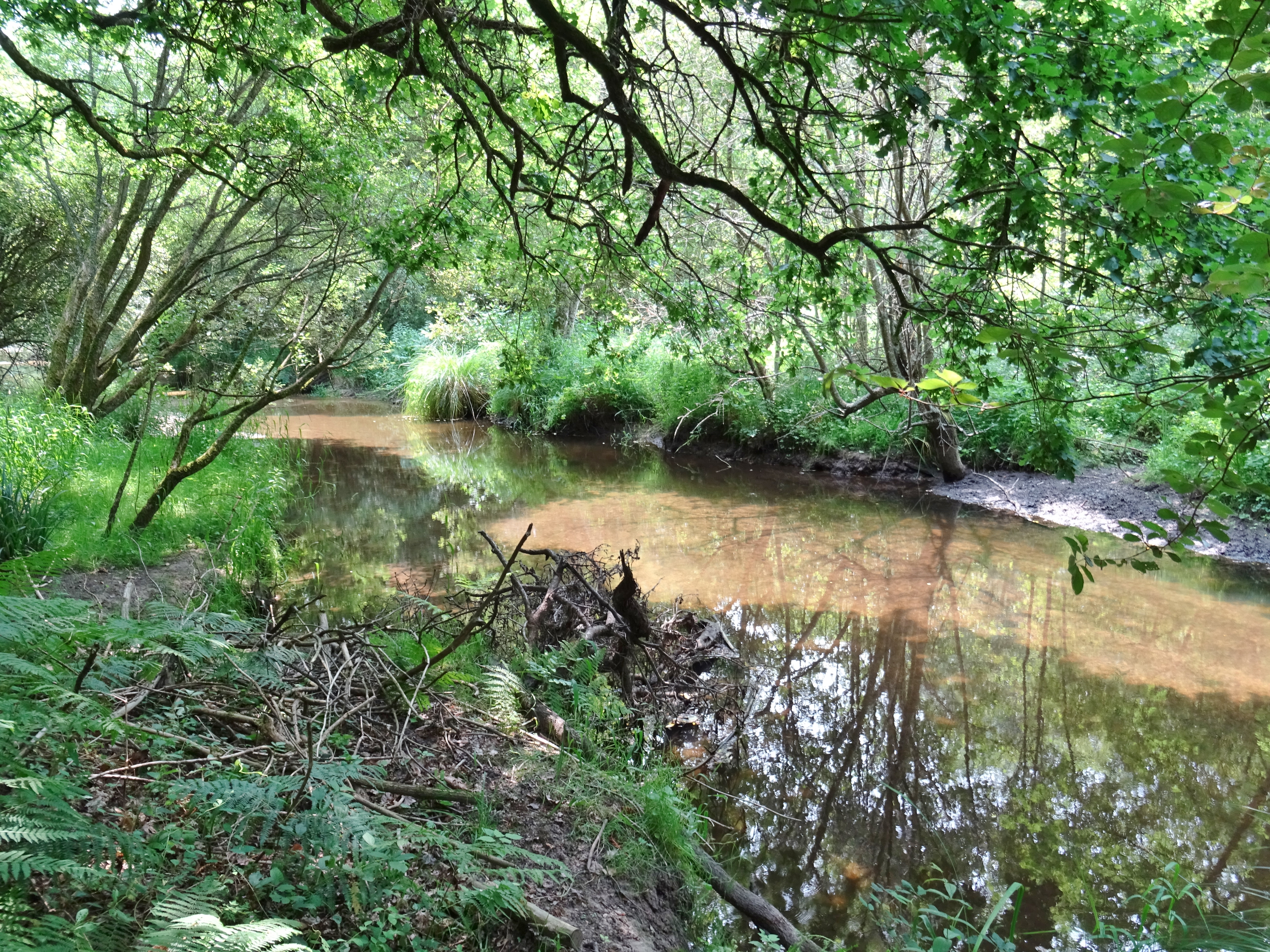
L'étang du Verger sur le Scave (limite entre Gestel et Pont-Scorff).
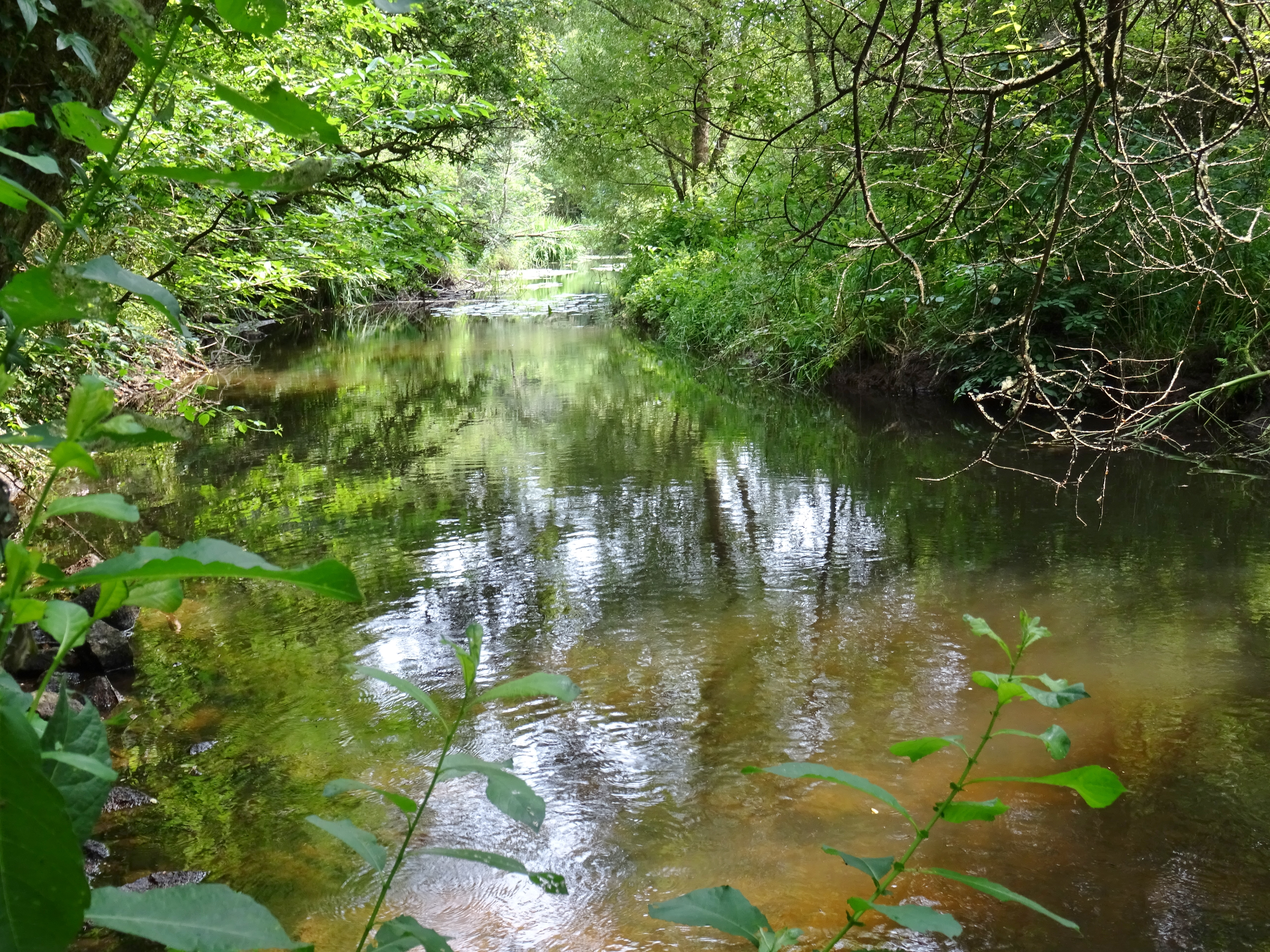
L'étang du Verger sur le Scave (limite entre Gestel et Pont-Scorff).
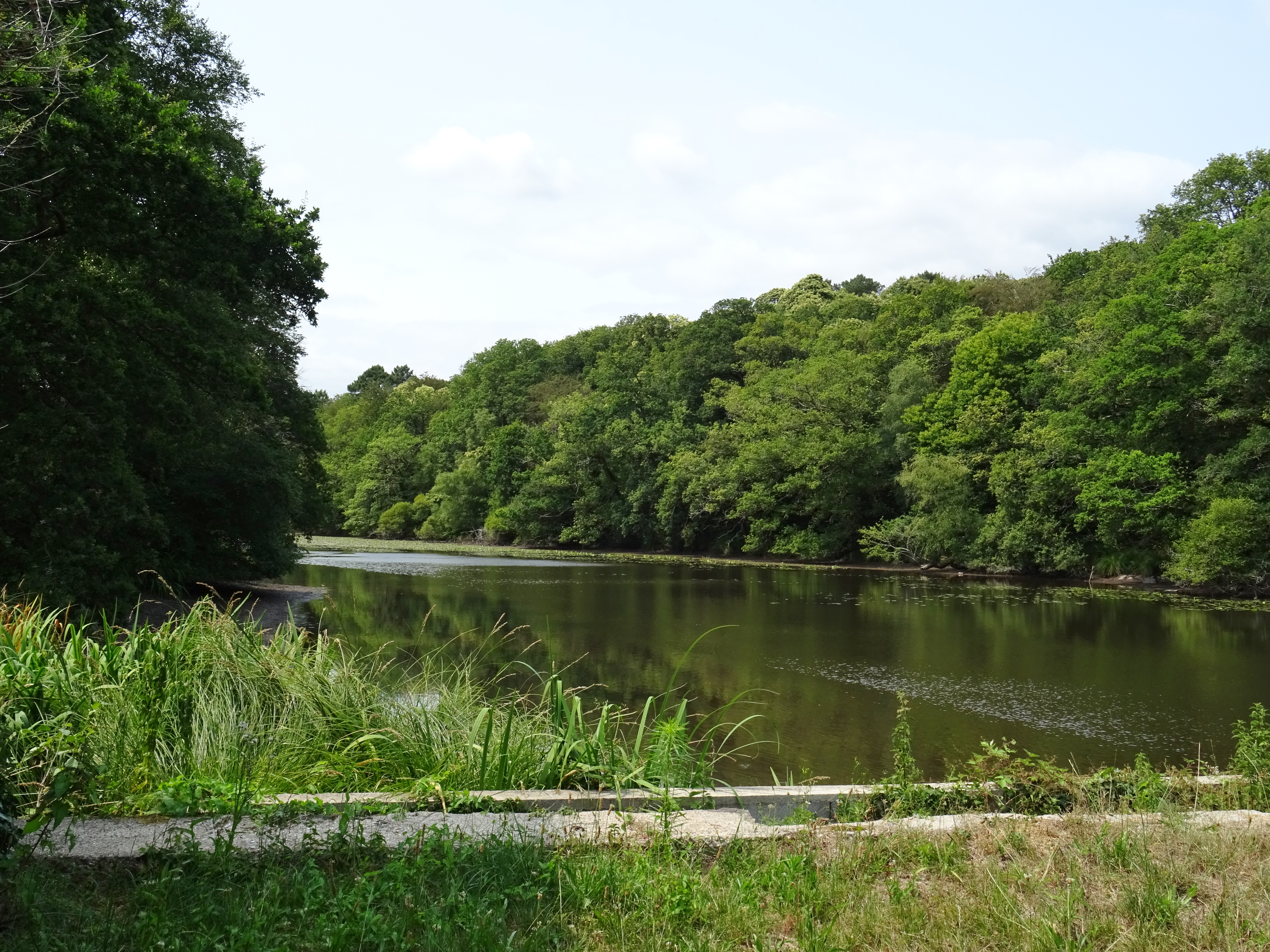
L'étang du Verger sur le Scave vu du pont du Moulin Neuf.

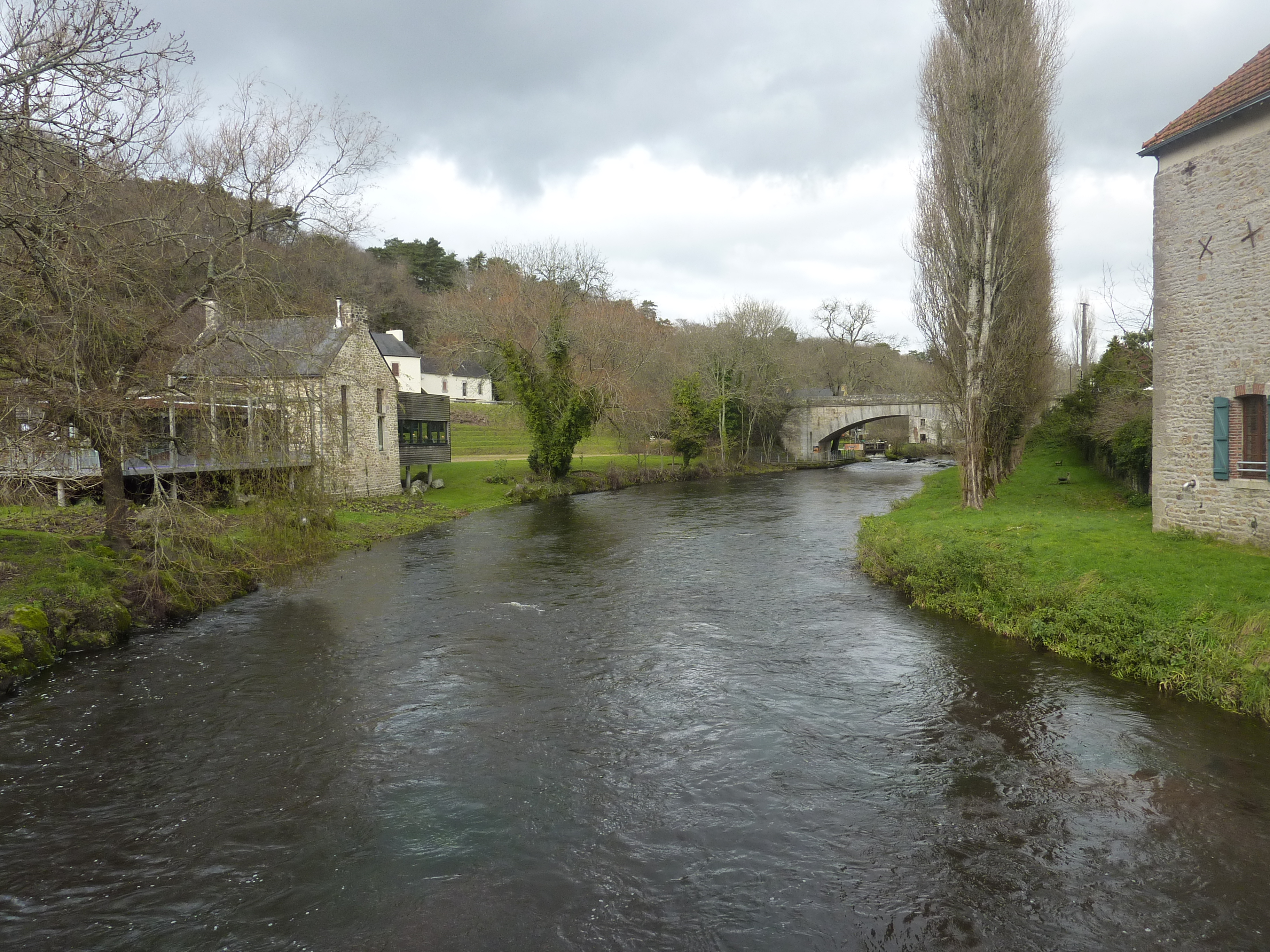
Le Scorff en amont du "Pont Neuf", lequel est visible à l'arrière-plan (communes de Pont-Scorff et Cléguer).
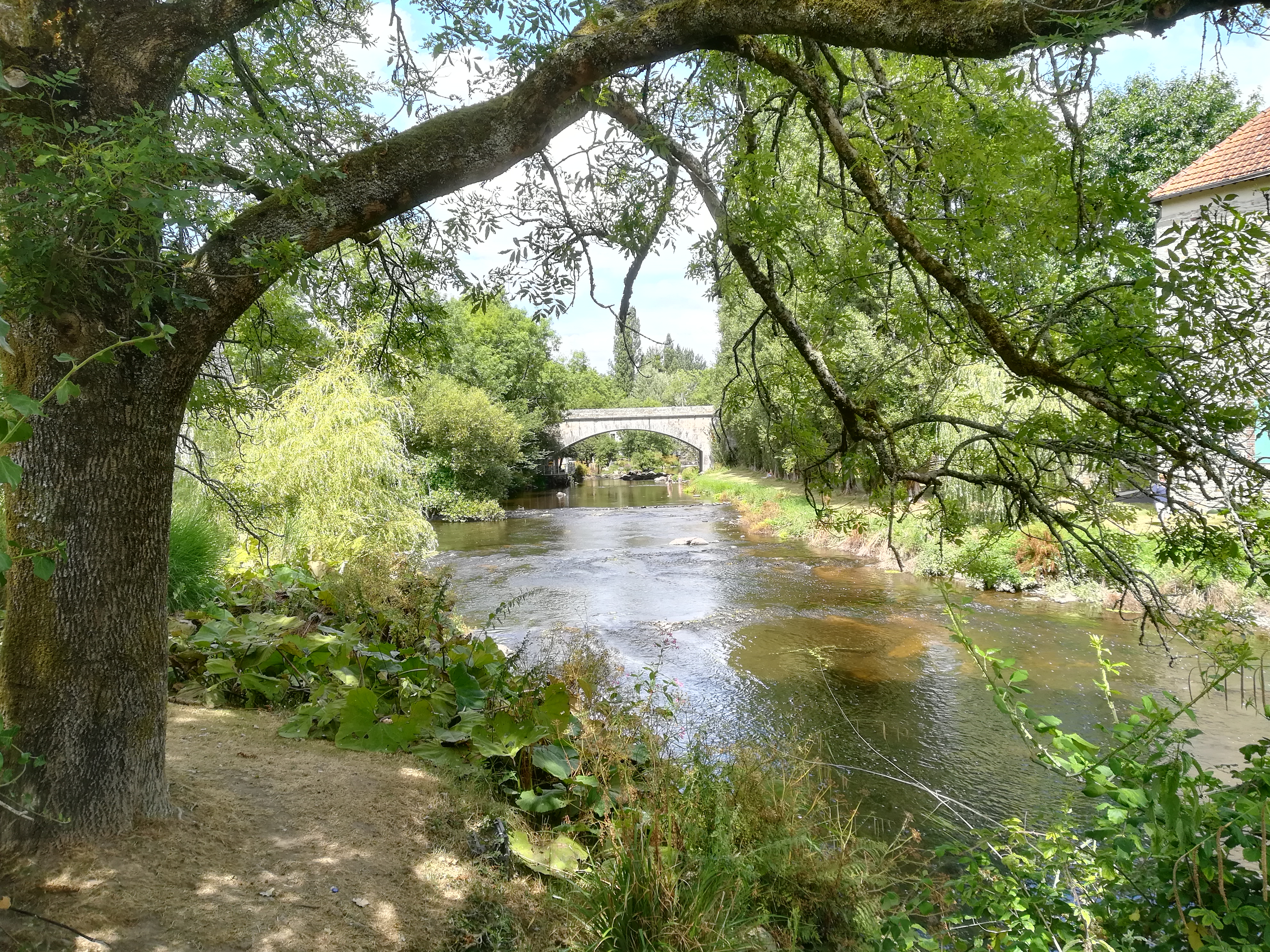
Le Sorff à Pont-Scorff : vue vers l'amont depuis le "pont Saint-Jean" ("pont Romain").
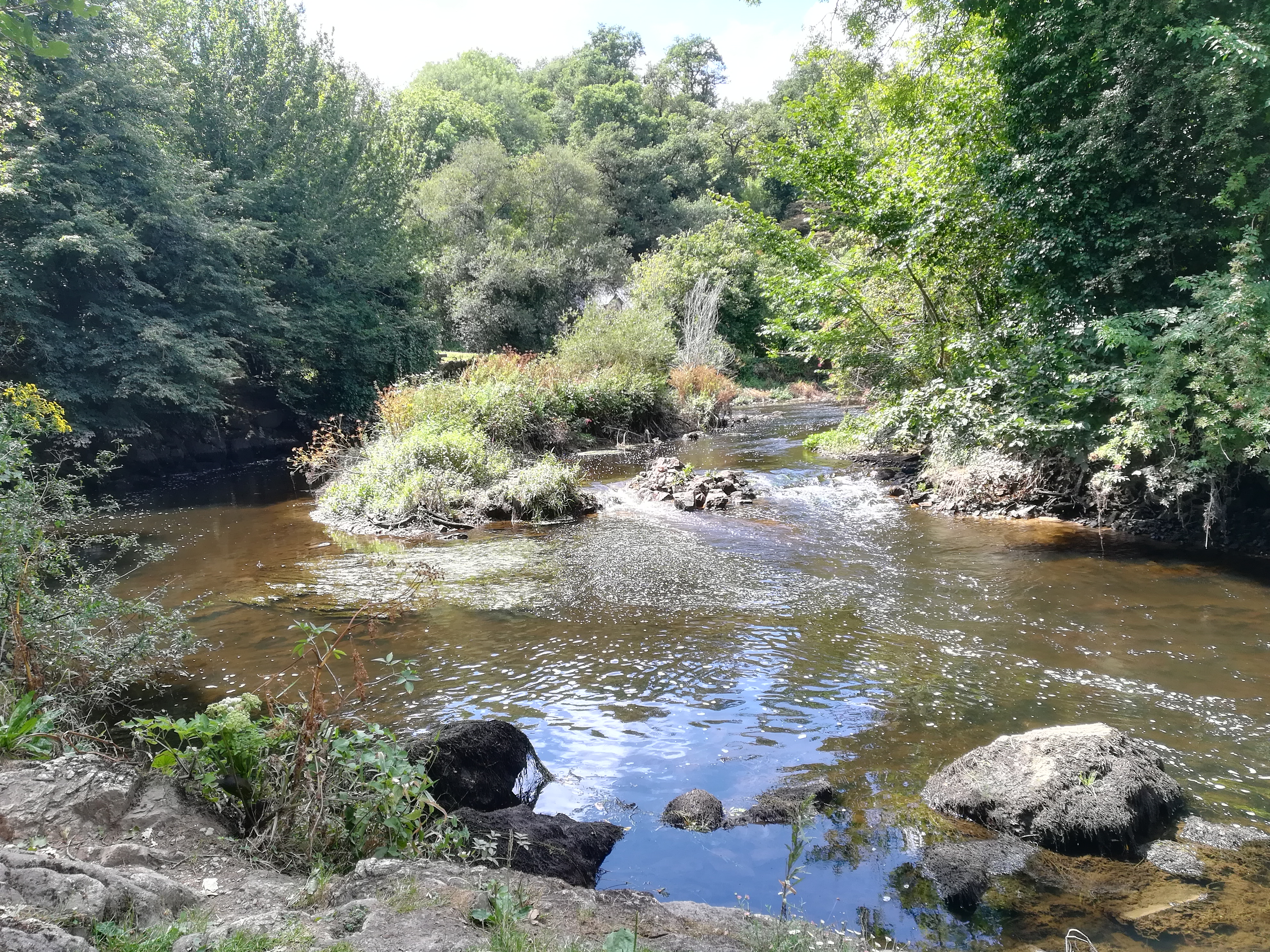
Le Scorff à Pont-Scorff près du Ronse.
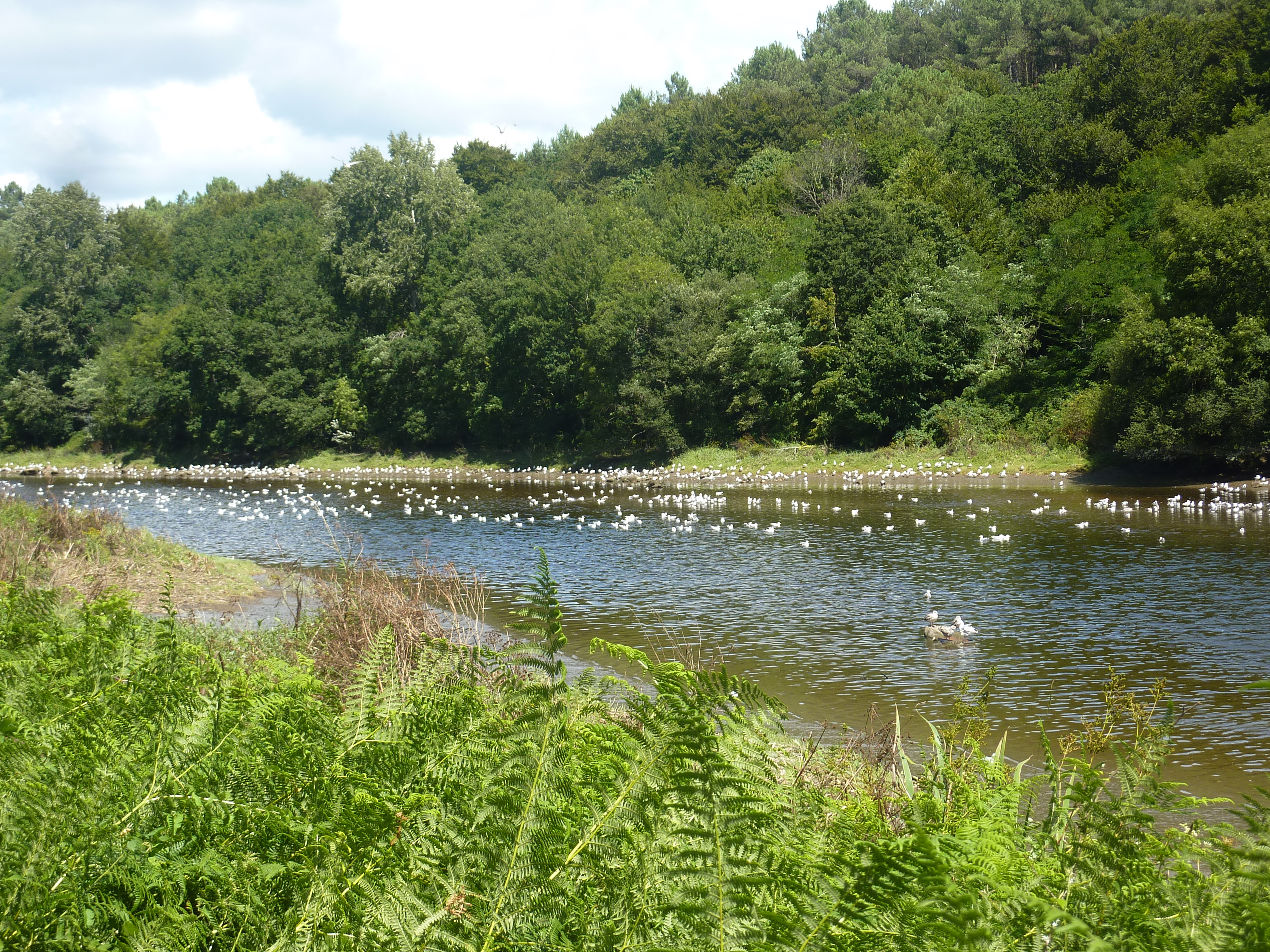
Mouettes rieuses sur le Scorff (photographie prise depuis le sentier piétonnier longeant la rive droite du Scorff entre le bourg de Pont-Scorff et le manoir de Saint-Urchaut).
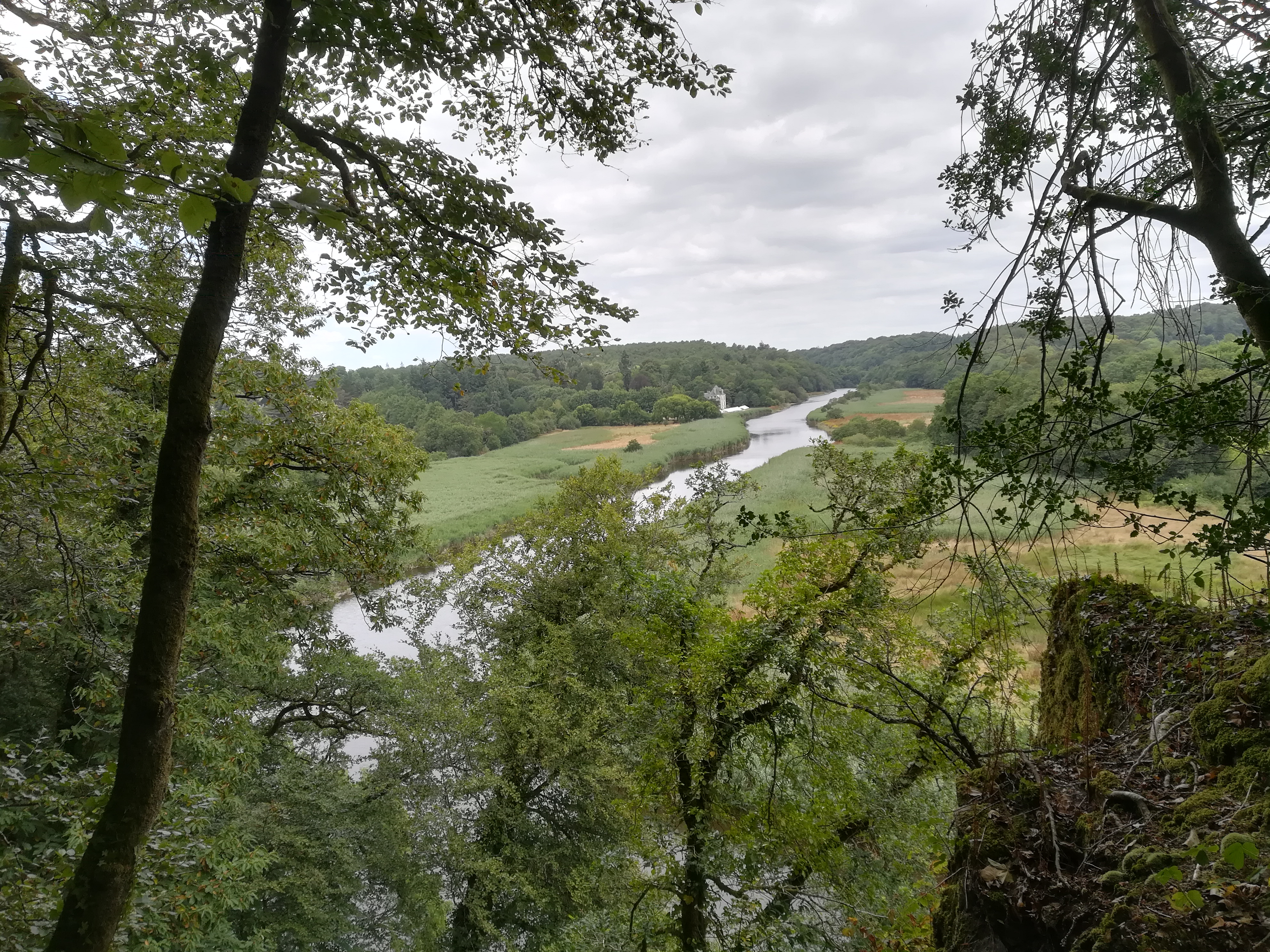
Le Scorff et le manoir de Saint-Urchaut vus depuis le Rocher du Corbeau.

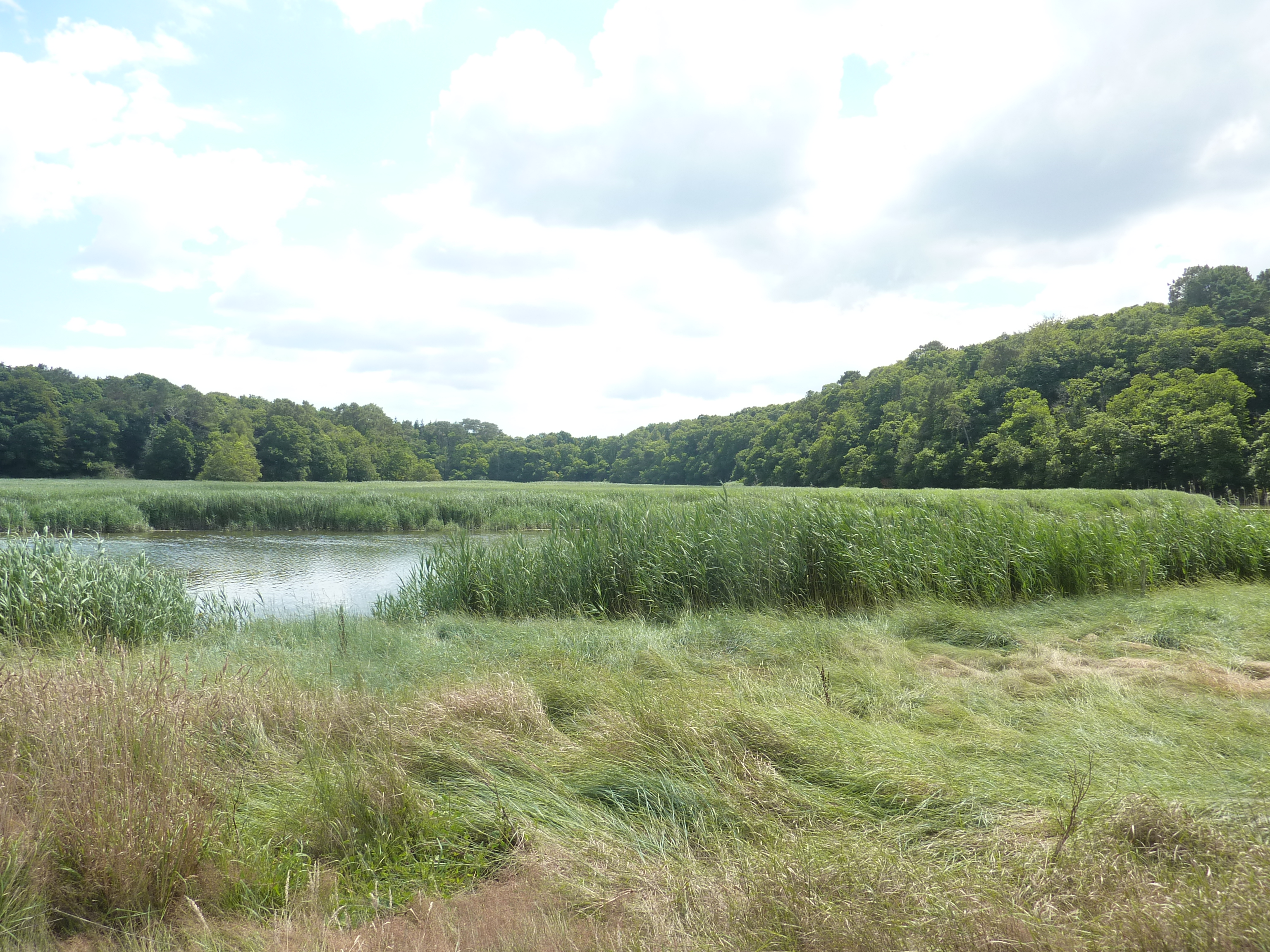
Roselières de la vallée du Scorff en aval du manoir de Saint-Urchaut.

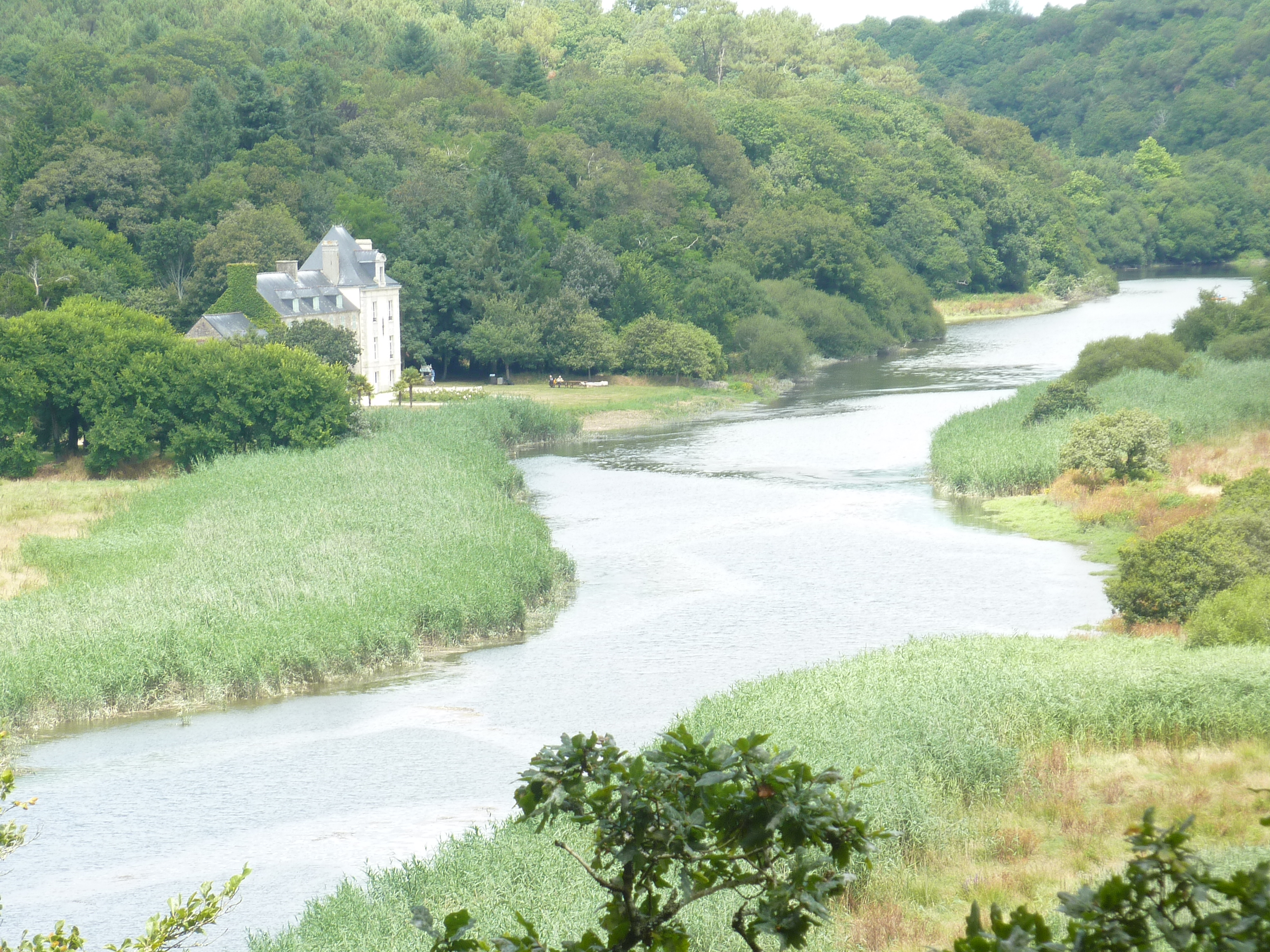
La vallée du Scorff au niveau du manoir de Saint-Urchaut.

L'espace naturel de la vallée du Scorff aux abords de Saint-Urchaut [Saint-Urchaud] est ponctué de roselières. La vallée, élargie et en pente moins forte à cet endroit, présente des paluds qui furent par le passé, jusque vers le milieu du XXe siècle, exploités par les agriculteurs, car ces zones humides fournissaient un fourrage abondant et de qualité ; progressivement abandonnées, elles ont tendance à se boiser.
La vallée du Scorff en aval de Saint-Urchaut est très encaissée ; le rocher du Corbeau, situé approximativement à l'endroit où l'eau de mer remonte lors des marées, forme un a-pic impressionnant haut d'une vingtaine de mètres ; ce promontoire, occupé par l'homme depuis au moins le Moyen Âge, montre des fossés qui témoignent encore de l'existence d'une forteresse de nos jours totalement disparue à cet endroit qui offre une vue sur la vallée plus évasée située à son amont et notamment sur le manoir de Saint-Urchaut.

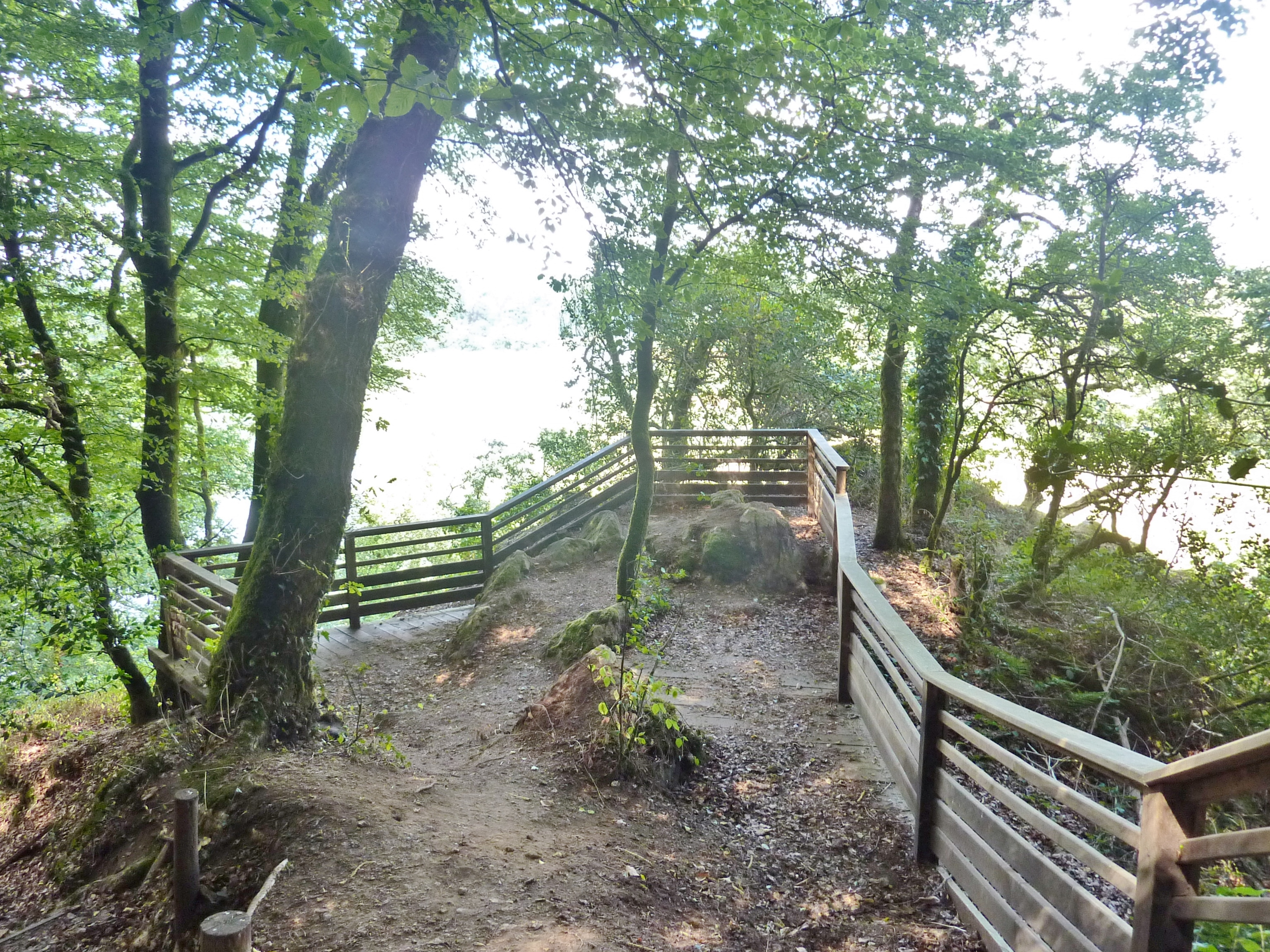
Le promontoire du rocher du Corbeau.

### Climat
Pour des articles plus généraux, voir Climat de la Bretagne et Climat du Morbihan.
En 2010, le climat de la commune est de type climat océanique franc, selon une étude du CNRS s'appuyant sur une série de données couvrant la période 1971-2000. En 2020, Météo-France publie une typologie des climats de la France métropolitaine dans laquelle la commune est exposée à un climat océanique et est dans la région climatique  Bretagne orientale et méridionale, Pays nantais, Vendée, caractérisée par une faible pluviométrie en été et une bonne insolation. Parallèlement l'observatoire de l'environnement en Bretagne publie en 2020 un zonage climatique de la région Bretagne, s'appuyant sur des données de Météo-France de 2009. La commune est, selon ce zonage, dans la zone « Intérieur  », exposée à un climat médian, à dominante océanique.  
Pour la période 1971-2000, la température annuelle moyenne est de 11,7 °C, avec une amplitude thermique annuelle de 11,4 °C. Le cumul annuel moyen de précipitations est de 979 mm, avec 14,5 jours de précipitations en janvier et 7,1 jours en juillet. Pour la période 1991-2020, la température moyenne annuelle observée sur la station météorologique la plus proche, située sur la commune de Quéven à 5 km à vol d'oiseau, est de 12,2 °C et le cumul annuel moyen de précipitations est de 943,3 mm,. Pour l'avenir, les paramètres climatiques de la commune estimés pour 2050 selon différents scénarios d’émission de gaz à effet de serre sont consultables sur un site dédié publié par Météo-France en novembre 2022.

### Les ponts et moulins de Pont-Scorff

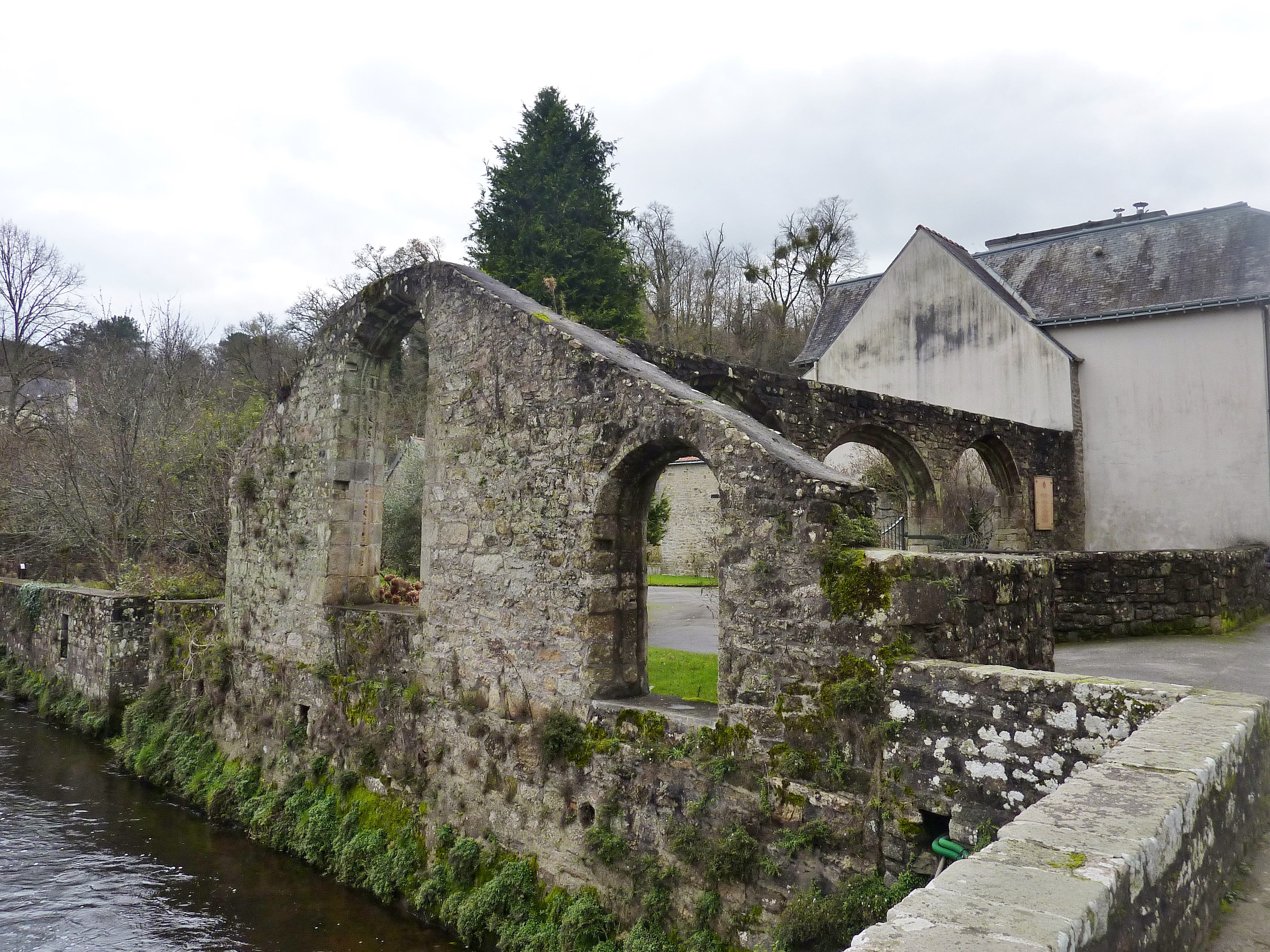
Les restes de la chapelle Saint-Jean construite au XVIe siècle ; elle est située à proximité du "Pont Saint-Jean".

Deux ponts permettent de traverser le Scorff : le plus ancien est le "Pont Saint-Jean", dit aussi "Pont Romain", car il se trouve sur le tracé de l'ancienne voie romaine allant de Darioritum (Vannes) à Quimperlé. C'était encore le seul lieu de passage à l'époque médiévale, puis à l'époque moderne, permettant aussi de relier le Haut Pont-Scorff (en Pont-Scorff) et le Bas Pont-Scorff (en Cléguer). Il doit son nom de "Pont Saint-Jean" à la proximité d'une aumônerie (disparue) et d'une chapelle, dont l'existence est attestée en 1160, édifiées par les Hospitaliers de Saint-Jean de Jérusalem. Quelques vestiges d'une chapelle datant du XVIe siècle sont encore visibles (le chevet et une rangée de trois arcades). Dans son état actuel ce pont est constitué de quatre arches datant du XVIIIe siècle et de trois piles datant des XVIe et XVIIe siècles renforcées côté amont par des avant-becs en forme d'éperon ; le parapet date du XIXe siècle.
Ce pont a longtemps séparé deux mondes opposés : celui des pêcheurs du Bas-Pont-Scorff (en Cléguer), qui sont longtemps restés fidèles à la langue bretonne  et celui des paysans et des petits bourgeois du Haut Pont-Scorff, pour qui les rives du Scorff n'étaient qu'un lieu de loisirs et devenus francophones plus tôt.

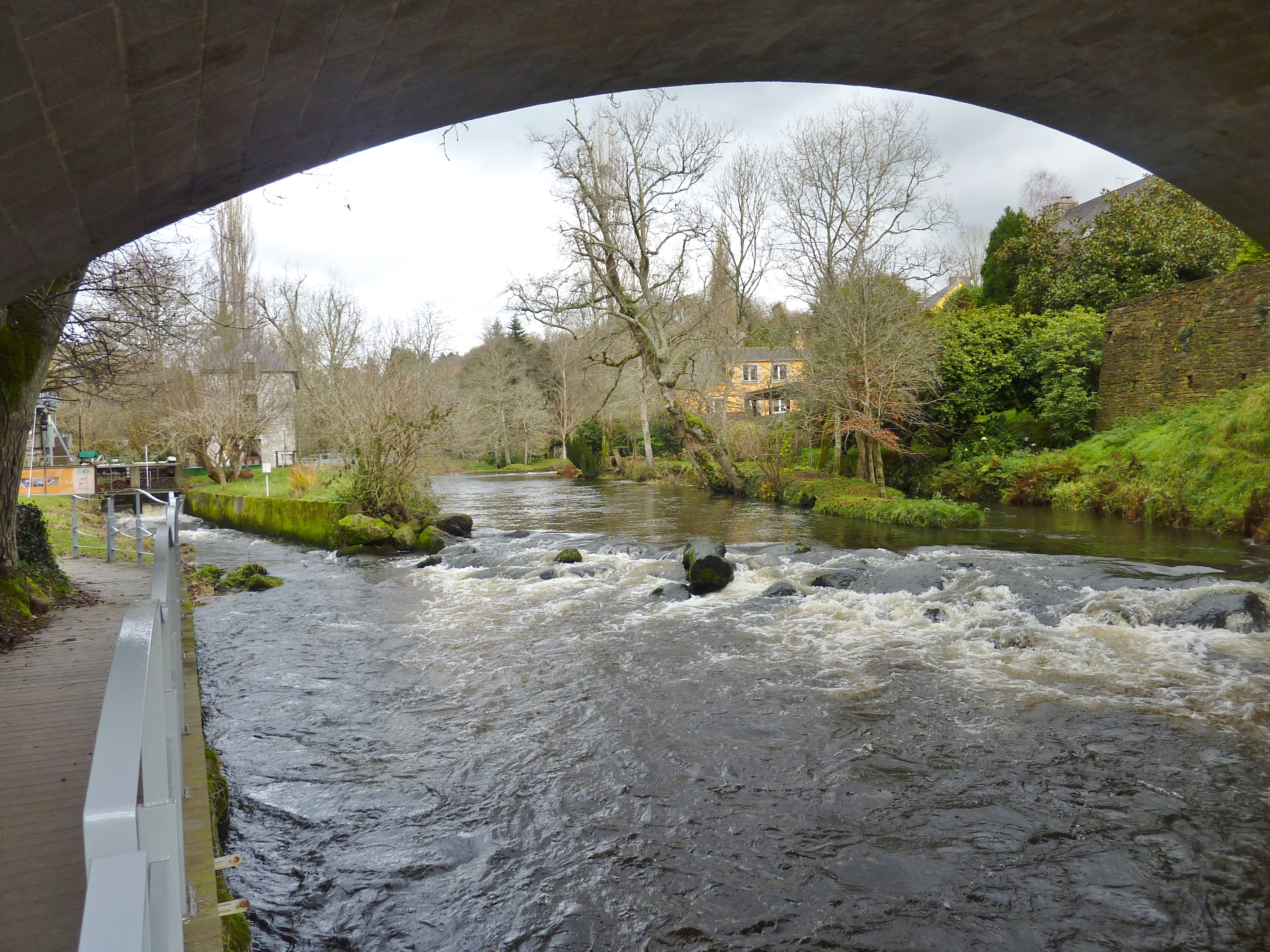
Le Scorff vu vers l'aval sous une arche du "Pont Neuf" et le canal de dérivation du "Moulin Maria".
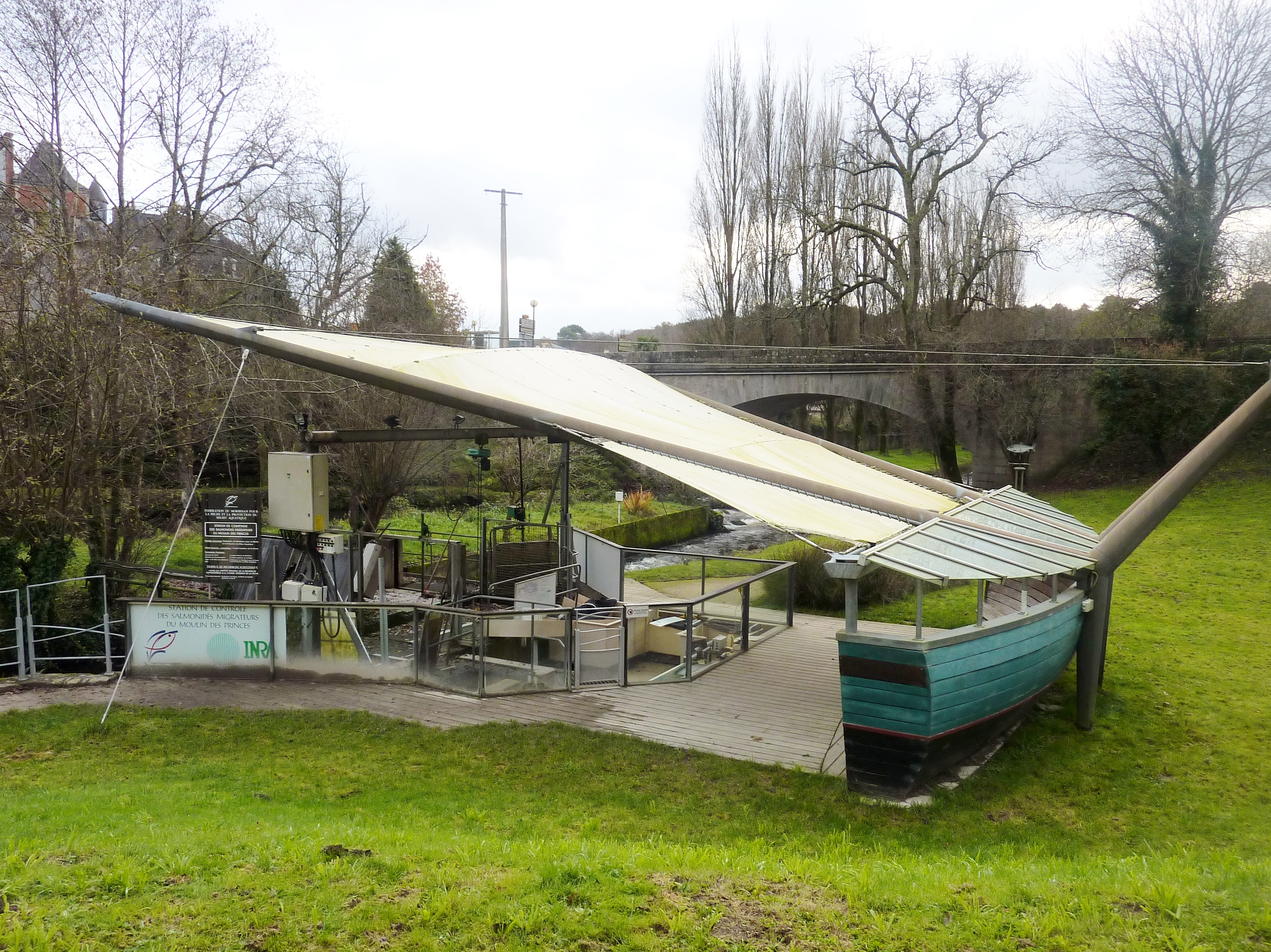
La station de salmonidés dite du "Moulin des Princes", dépendant de l'INRA et située à proximité du "Pont Neuf" (désormais fermée).
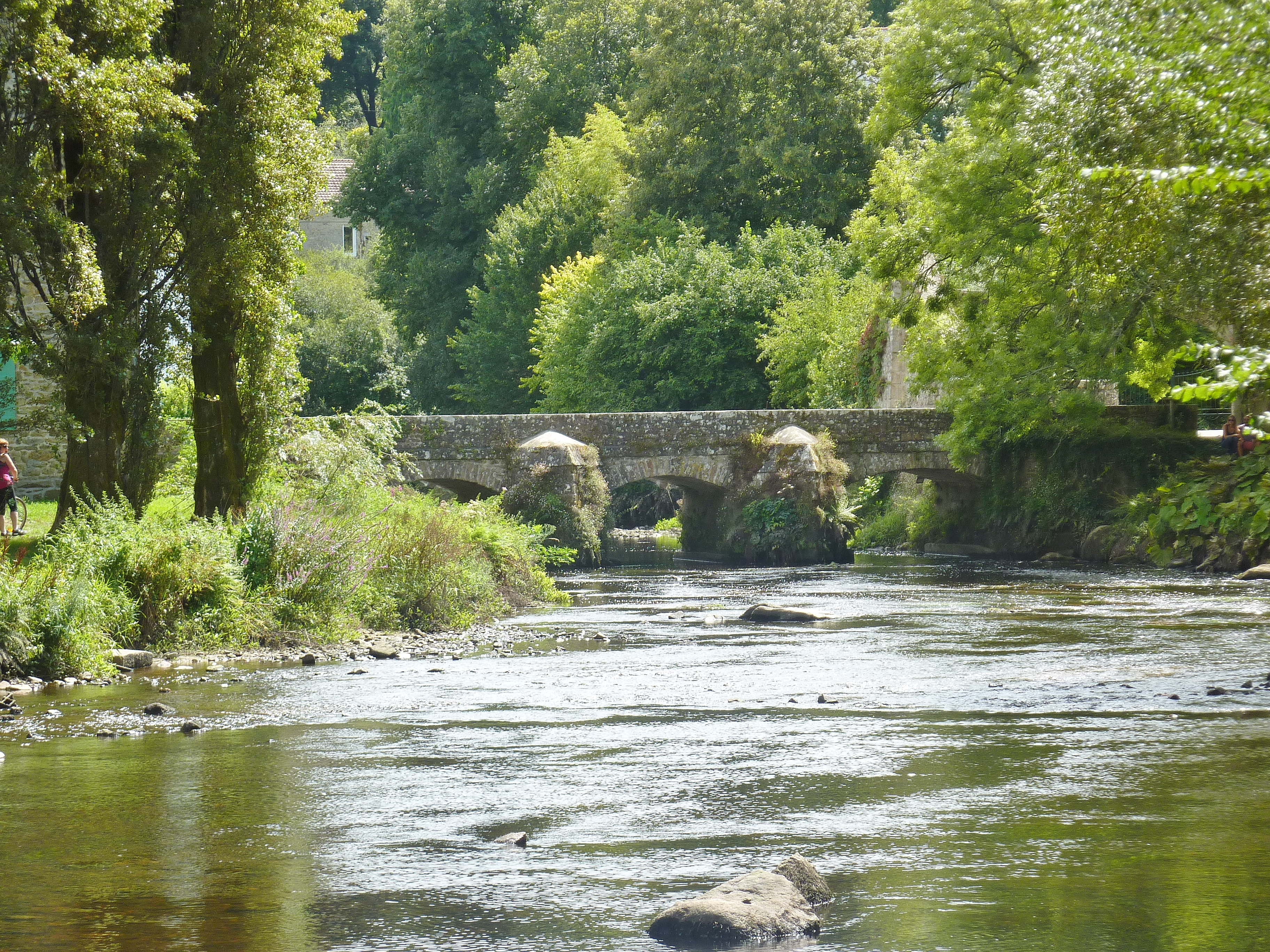
Le "Pont Saint-Jean" (dit aussi "Pont Romain") sur le Scorff, vu côté amont.
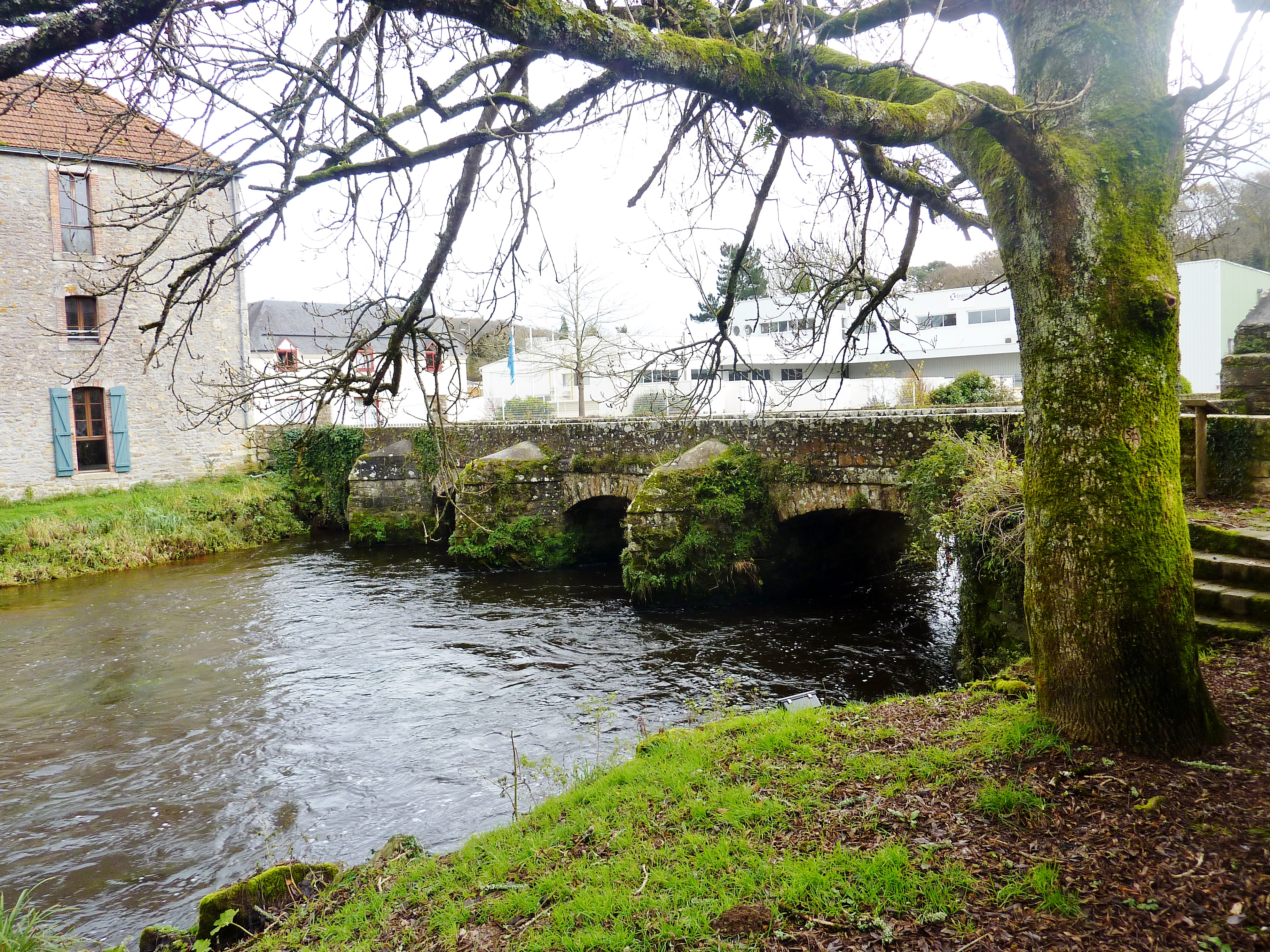
Le "Pont Saint-Jean" (dit aussi "Pont Romain") sur le Scorff, vu côté amont.

Un deuxième pont, dit "Pont-Neuf", a été construit en 1851 ; il est depuis cette date sur l'axe routier le plus emprunté (actuelle D 26), notamment pour se rendre de Quimperlé à Hennebont.
Une passerelle a été construite en aval de Pont-Scorff pour les piétons à hauteur du Bois de Pistol et de la station d'épuration ; cette passerelle, près de laquelle se trouve un parking de 120 places situé rive gauche, donne accès au sentier piétonnier de la rive droite du Scorff.
Le "Moulin Maria", situé côté Cléguer sur la rive gauche du Scorff, tournait déjà au XIIIe siècle. Le "Moulin des Princes" est appelé ainsi car il appartenait à la famille des princes de Rohan-Guémené. Détruit par un incendie en 1894, il fut alors transformé en restaurant de luxe ("Hostellerie André Michaux") avant de devenir une simple auberge. Il devint par la suite un lieu de rendez-vous de pêcheurs de truites et de saumons, avant d'être racheté en 1997 par Cap l'Orient qui en a fait l'"Odyssaum", consacré au saumon sauvage et à la biodiversité, mais cet espace d'exposition a fermé ses portes en 2017.

### Paysages et habitat rural

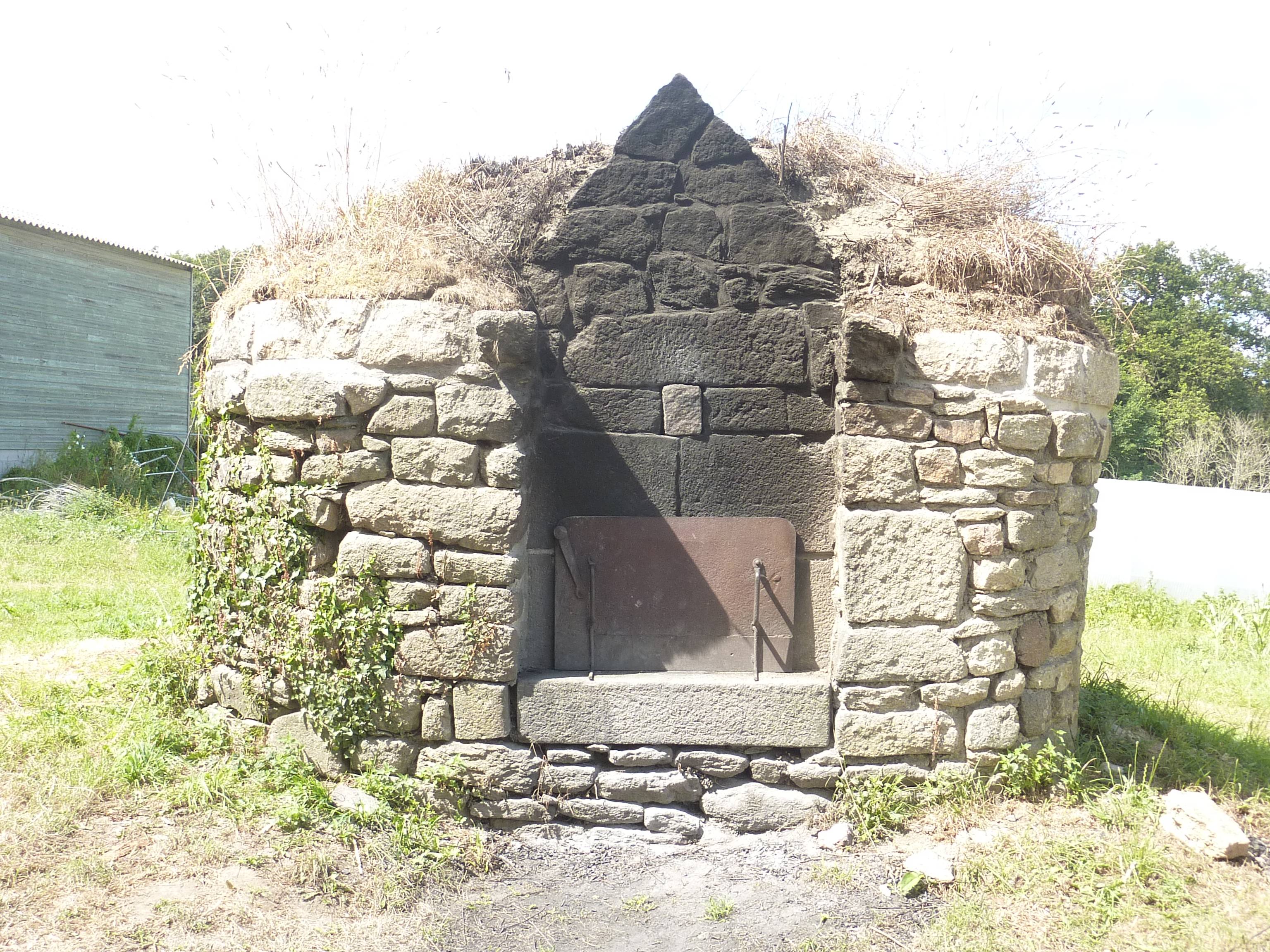
Four à pain de la ferme de Saint-Urchaut [Saint-Urchaud].

## Urbanisme

### Typologie
Au 1er janvier 2024, Pont-Scorff est catégorisée bourg rural, selon la nouvelle grille communale de densité à sept niveaux définie par l'Insee en 2022.
Elle appartient à l'unité urbaine de Pont-Scorff, une unité urbaine monocommunale constituant une ville isolée,. Par ailleurs la commune fait partie de l'aire d'attraction de Lorient, dont elle est une commune de la couronne,. Cette aire, qui regroupe 31 communes, est catégorisée dans les aires de 200 000 à moins de 700 000 habitants,.

### Occupation des sols

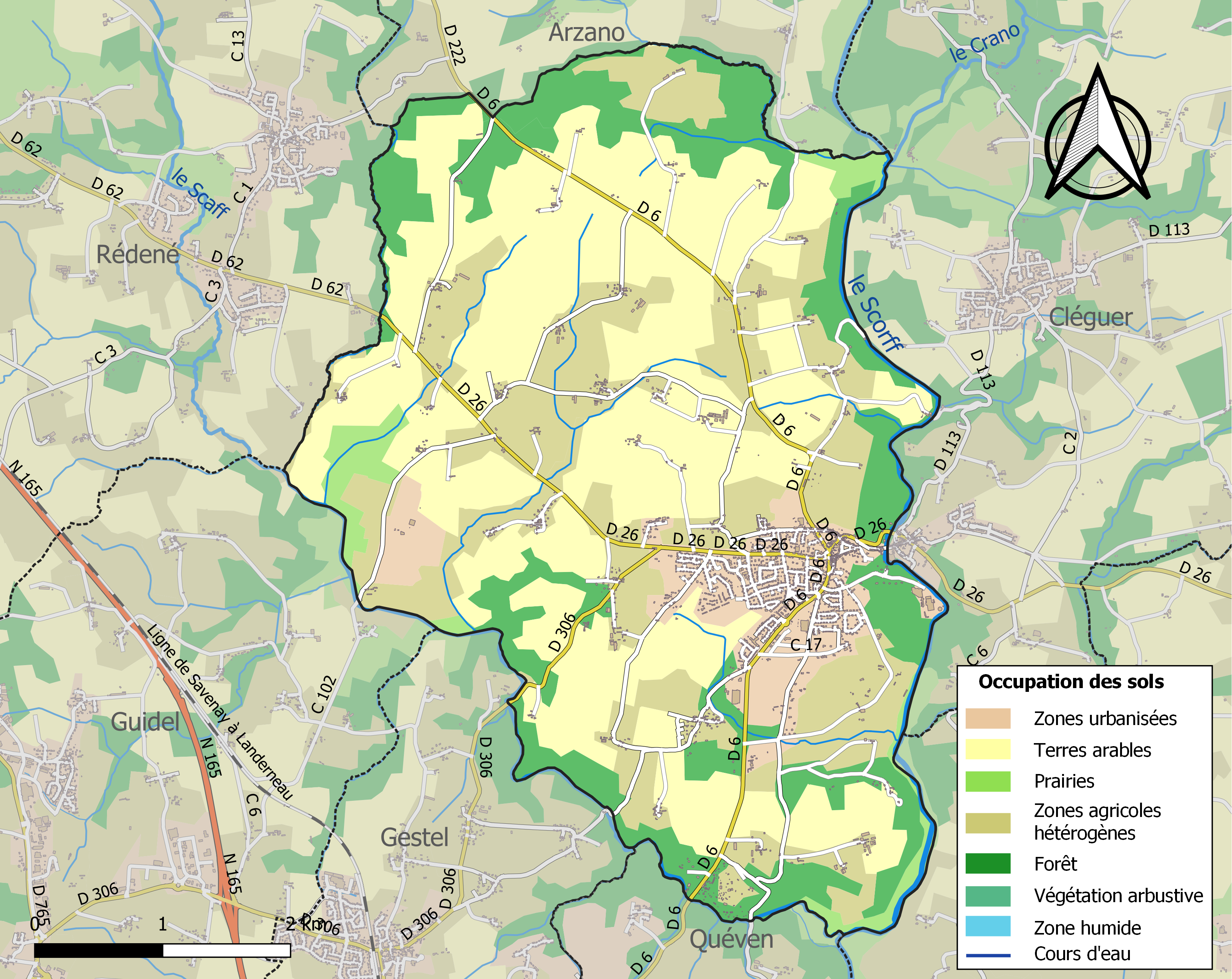
Carte des infrastructures et de l'occupation des sols de la commune en 2018 (CLC).

Le tableau ci-dessous présente l' occupation des sols de la commune en 2018, telle qu'elle ressort de la base de données européenne d’occupation biophysique des sols Corine Land Cover (CLC).
| Type d’occupation                                                                   | Pourcentage | Superficie (en hectares) |
| ----------------------------------------------------------------------------------- | ----------- | ------------------------ |
| Tissu urbain discontinu                                                             | 8,1 %       | 187                      |
| Décharges                                                                           | 1,3 %       | 29                       |
| Terres arables hors périmètres d'irrigation                                         | 42,9 %      | 996                      |
| Prairies et autres surfaces toujours en herbe                                       | 2,4 %       | 56                       |
| Systèmes culturaux et parcellaires complexes                                        | 22,5 %      | 523                      |
| Surfaces essentiellement agricoles interrompues par des espaces naturels importants | 4,3 %       | 99                       |
| Forêts de feuillus                                                                  | 14,3 %      | 333                      |
| Forêts mélangées                                                                    | 4,2 %       | 97                       |
| Source : Corine Land Cover                                                          |             |                          |

## Toponymie
De pont et Scorff : « pont sur le Scorff ».
En breton, Pont-Skorf. Prononcé Pouskorn localement.
Lesbin (aussi orthographié Lesbien, Lesbiens ou Lesben), lieu-dit de Pont-Scorff, est dédié à saint Aubin, évêque d'Angers. On donne dès lors pour étymologie à ce mot en langue bretonne Lez-Albin (« Cour d'Albin »), qui serait devenu par raccourci Lesbin.

## Transports en commun
La commune de Pont-Scorff est desservie par le réseau CTRL :
| Ligne | 36  |  | Pont-Scorff - Ninijo ↔ Quéven Ville de Toulouse      |
| Ligne | 107 |  | Cléguer - Place du Puits ↔ Pont-Scorff - Gendarmerie |

## Histoire

### Moyen Âge
La première mention de la paroisse de Pont-Scorff date de 1235.
Aux XIIe siècle et XIIIe siècle, Pont-Scorff était le siège de la juridiction seigneuriale de la Roche-Moisan dont le château se trouvait sur la rive droite du Scorff à Arzano et dont la seigneurie comprenait les paroisses d'Arzano, Guilligomarc'h, Rédéné, Groix, Gestel, Quéven, Ploemeur, Meslan et Pont-Scorff. En 1382, à la fin de la Guerre de succession de Bretagne, le duc de Bretagne Jean IV fit don de la Roche-Moisan au vicomte Jean Ier de Rohan, membre de la famille des Rohan-Guémené.
Pont-Scorff est connu pour des faits liés à la Peste noire ou Grande peste (XIVe siècle), laquelle fit quelque 30 000 morts de la région du Vannetais, dont beaucoup ont été enterrés à 300 mètres des berges du Scorff non loin de ce qui fut plus tard le manoir de Saint-Urchaut. Des vestiges en seraient encore visibles aujourd'hui.
Les maisons nobles de Lesbin-Pontscorff étaient en 1400 le manoir de Kerysien, appartenant au seigneur de Saint-Nouay et Puemenez, appartenant à Alain Jubin. En 1520 le Verger, à Louis de Lezlay ; Guilligant, à Jean Chef-du-Bois ; le Lezlay, à Louis de Lezlay ; Penmenech, à Charles Lucas. Le manoir de Kerguélavant (alors appelé Kerquendaflen) est mentionné auusi comme terre noble en 1448.
La foire des Rois et des gages se tenait à Pont-Scorff, le 7 janvier. C'est à cette foire que l'embauchage des domestiques de campagne se faisait.

### Temps modernes
Aux XVe et XVIe siècles, Lesbin est le siège d'une paroisse qui contient également deux trèves, Pont-Scorff et Gestel, ayant toutes les deux aussi les fonctions curiales.

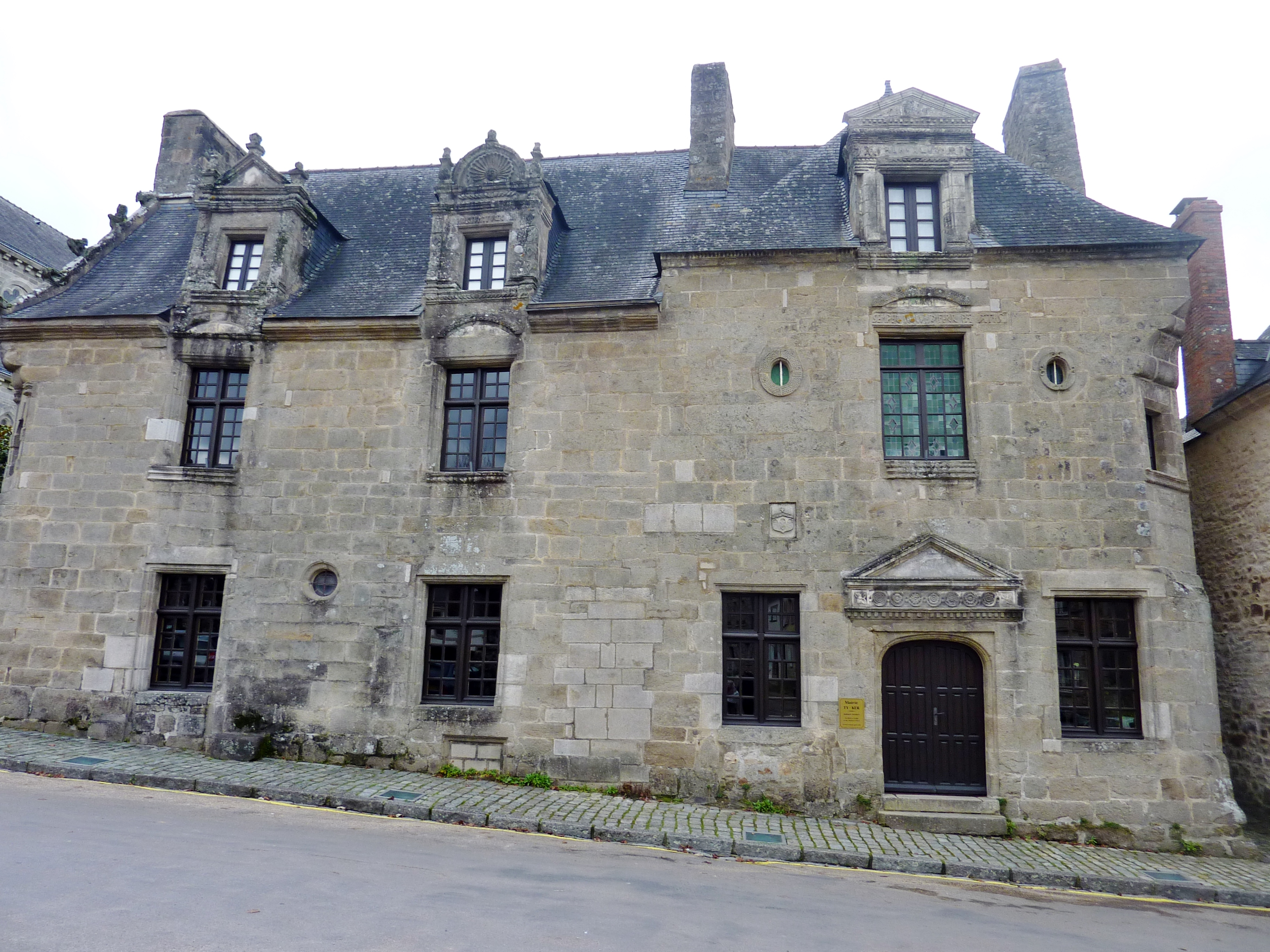
La "Maison des Princes", actuelle mairie de Pont-Scorff.

En 1511, Louis IV de Rohan-Guémené fait édifier, au lieu-dit Pont-Scorff (qui dépend alors de la paroisse de Lesbin) un manoir qui abrita un temps la sénéchaussée de la seigneurie de la Roche-Moysan, transféré par la suite par Charles de Rohan à Tréfaven en Ploemeur, sur la rive droite du Scorff. L'actuelle "Maison des Princes", construite au début du XVIe siècle, fut le siège de la juridiction seigneuriale des Rohan-Guémené et servait aussi de prison ; elle abritait aussi les quatre plaids annuels de la sénéchaussée.
Dubuisson-Aubenay écrit en 1636 que « Pont Scorff est un assez gros bourg au pié [pied] duquel passe la rivière de Scorc [Scorff] (...) ; sur laquelle il y a un pont de pierre, à quatre arcades,jusques ausquelles montent, avec la marée, les bateaus de 12 et 15 tonneaus. La rivière est extrêmement petite quand la mer est retirée. Car elle n'a pas d'eau de largeur plus de 30 piés, et de profondeur 2 ou 3, au plus creux de cest endroit là ».
Un autre port de Pont-Scorff se trouvait à Saint-Urchaut, qui était aussi le port de la seigneurie de La Roche-Moysan. Une lettre de marque indique la construction à Saint-Urchaut d’un bateau  (La Fortune) en 1650, avant même la création de la Compagnie des Indes. Le seigneur Le Gall de Kermorgant y percevait des taxes sur le fert, mais fut condamné à détruire le barrage édifié sur le quai pour les percevoir en 1659.
Le manoir actuel de Kerguélavant est construit à l'emplacement d'un ancien manoir en 1683 par la Compagnie des Indes, mais a été considérablement modifié par la suite au cours des XVIIIe siècle et XIXe siècle.
En 1759 une ordonnance du roi Louis XV impose à la paroisse de Pont-Scorff et Lesbin de fournir 32 hommes et de payer 210 livres pour la défense de la côte et pourvoir aux besoins des garde-côtes.
Jean-Baptiste Ogée décrit ainsi Lesbin-Ponscorff en 1778 :

« Lesbins-Ponscorff, à peu de distance de la route d'Hennebon à Quimperlé ; à 11 lieues et demie à l'Ouest-Nord-Ouest de Vannes, son évêché ; à 28 lieues un tiers de Rennes et à 2 lieues trois-quarts de l'Orient, sa subdélégation? Cette paroisse ressortit à Hennebon et compte 2 400 communiants, y compris ceux de Jestel, sa trève ; la cure est à l'alternative. Son territoire est coupé de ruisseaux qui coulent dans les vallons et qui se jettent partie dans la mer et partie dans la rivière d'Etcorff ; c'est un pays de montagnes [sic] et couvert, qui renferme des terres en labeur, des prairies et des landes ; on y fait du cidre. »

### Révolution française
À sa création en 1793 la commune est dénommée "Pont Scorff" et en 1801 "Pontscorf-Lesbein" (le siège de la mairie était à Pont-Scorff, celui de la paroisse à Lesbin) , avant que l'orthographe "Pont-Scorff" ne soit définitivement adoptée.
François-Xavier Joliclerc, un humble paysan du Jura qui s'engagea dans les armées révolutionnaires dès 1791, fut affecté un temps à Pont-Scorff entre 1795 et 1796 ; il a laissé des lettres qui ont été publiées, écrivant notamment le 3 décembre 1795 dans une lettre à sa mère : « Nous sommes présentement cantonnés dans un village nommé Pont-Scorff, notre compagnie seulement, depuis le 2 vendémiaire [24 septembre 1795] (...) dans un pays de brigands [allusion aux Chouans], où il faut bien se tenir sur ses gardes ». Son bataillon, réparti en cantonnements depuis Pont-Scorff jusqu'aux côtes de Lorient chassa les Chouans de cette région procurant « à ces contrées la paix et la tranquillité ».
La chapelle Saint-Jean et la maison appartenant alors à l'Ordre de Malte furent vendues à Monsieur Michaud comme bien national lors de la Révolution française.

### LeXIXesiècle

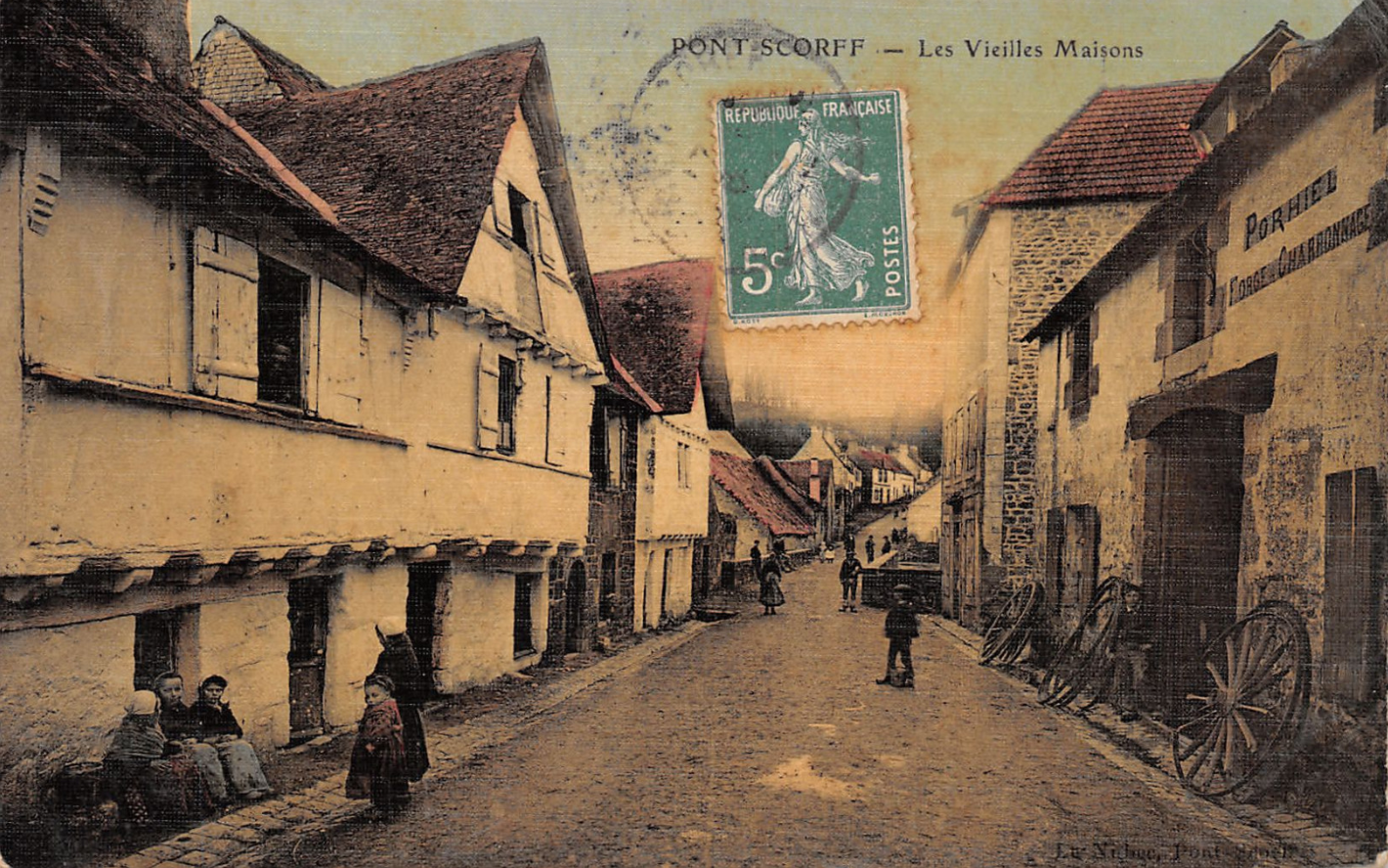
Vieilles maisons à colombages de Pont-Scorff (carte postale ancienne).

Une demande faite par le conseil municipal de la commune de Lesbin-Pont-Scorff de rattacher à cette commune le Bas Pont-Scorff, qui fait partie de la commune de Cléguer, est refusée par le Conseil général du Morbihan en 1839.
Des troubles se produisirent le mercredi (jour du marché) 12 mai 1847 à Pont-Scorff : des femmes malmenèrent un homme au service du maire, qui dût être protégé par des gendarmes, en raison de la cherté des subsistances aggravée par des spéculateurs ; quatre femmes furent emprisonnées à Lorient.
A. Marteville et P. Varin, continuateurs d'Ogée, décrivent ainsi Pont-Scorff en 1853 :

« Pontscorf : petite ville ; commune formée de l'ancienne paroisse de Lesbiens [en fait Lesbins], qu'elle a absorbé ; aujourd'hui cure de 2e classe ; bureau de poste ; brigade de gendarmerie à pied. (...) Principaux villages : Kervase, Lomener, Boterff, Kerlan, Kerganahome, Locqunolé, Kerbal, Resterzer, Kergel, le Lézèle, Kervaseve, Kervic-Inèle, Le Temple-Keriaquèle, Bremélin, Saint-Eurchaux-Brass, Penmané, Kerives, Le Cosquer. Château de Morvan. Superficie totale 2 314 hectares dont (...) terres labourables 849 ha, prés et pâturages 195 ha, bois 154 ha, vergers et jardins 23 ha, landes et incultes 961 ha, châtaigneraies 16 ha (...). Moulins de Saint-Jouan, de Zélé, du Prince, de Trémeur, de Boterff, à eau. Pontscorf est une petite ville qui, depuis 1790, a absorbé la paroisse dont jadis elle dépendait, et qui existe encore à environ 400 m au nord du chef-lieu actuel. Située sur la route départementale de Lorient à Brest, par Hennebont, et sur le Scorf, que l'on y traverse sur un pont, ainsi que l'indique suffisamment son nom, cette petite ville a dû prendre plus d'importance que son ancien chef-lieu, qui n'était pas en rapport avec la circulation. Pontscorf est divisé, pour ainsi dire, en deux parties, dites le Haut et le Bas-Pontscorf. La principale industrie de cette loclalité est la fabrication du pain ; plusieurs boulangeries en expédient à Lorient, par la voie d'eau. (...) Le pain de seigle qu'on fabrique dans cette petite ville a de la réputation dans son chef-lieu de sous-préfecture, et s'y vend sous le nom miche de Pontscorf. (...) Il y a foire le 7 janvier, les deuxièmes mardis de février, mars, avril; le 19 mai, le 25 juin, le 22 juillet, le 5 août, les deuxièmes mardis de septembre, octobre et novembre ; enfin le 9 décembre. Marché le mardi. Géologie : granite, notamment à Lesbiens. On parle le breton. »

Jean l'Évangéliste Édouard Brouhet, baron de Saint-Martin, fut propriétaire du manoir de Saint-Urchaut pendant quarante-cinq ans ; il fut à deux reprises maire de Pont-Scorff.
Une épidémie de choléra partie de Lorient en octobre 1865 concerna 16 malades (dont 6 morts) en 1866 à Pont-Scorff. En 1886 c'est une épidémie de fièvre typhoïde qui fit 11 malades (dont 1 décès) à Pont-Scorff.
Un article publié en 1886 dans le journal La Lanterne indique que la municipalité réactionnaire de Pont-Croix a laissé la maison d'école dans un état de délabrement tel que les enfants sont privés de feu en hiver ; le sous-préfet, venu pour les opérations de tirage au sort des conscrits se plaignit d'être fort mal reçu, le maire récriminant contre la République.
En 1889 Benjamin Girard écrit que le bourg de Pont-Scorff a alors une population agglomérée de 743 habitants (la commune a alors en tout 1 833 habitants) ; « il s'y fait un commerce assez actif avec Lorient, où des bateaux de rivière apportent des bois de chêne et divers autres approvisionnements pour cette ville » ; il écrit aussi que l'ancienne chapelle de Saint-Jean, de forme rectangulaire, qui se compose d'une nef et de deux bas-côtés, qui est le plus vieil édifice de cette localité, a été convertie en brasserie.
L'ancienne hospitalerie de Saint-Jean de Jérusalem est détruite par un incendie en 1889. Une brasserie-malterie s'installe à sa place.
L'église paroissiale du Sacré-Cœur a été construite de 1892 à 1897 sur les plans de Armand Gassis, architecte à Châteaulin et Hervé, entrepreneur. Elle est construite en remplacement de la vieille chapelle Notre-Dame, sise rue Terrien à Pont-Scorff, vendue en 1896 pour financer la construction de la nouvelle église et aujourd'hui disparue. La 3e partie de l’église (le porche et le clocher) n’a jamais été réalisée par manque de ressources.
Vers la fin du XIXe siècle la cale du Bas Pont-Scorff, devenue plus accessible en raison de la destruction d'un écueil qui en gênait l'accès, supplanta le port de Saint-Urchaut ; ce cabotage de remontée de l'estuaire du Scorff a disparu dans le courant du XXe siècle en raison de l'essor du trafic routier.

### LeXXesiècle

#### La Belle Époque

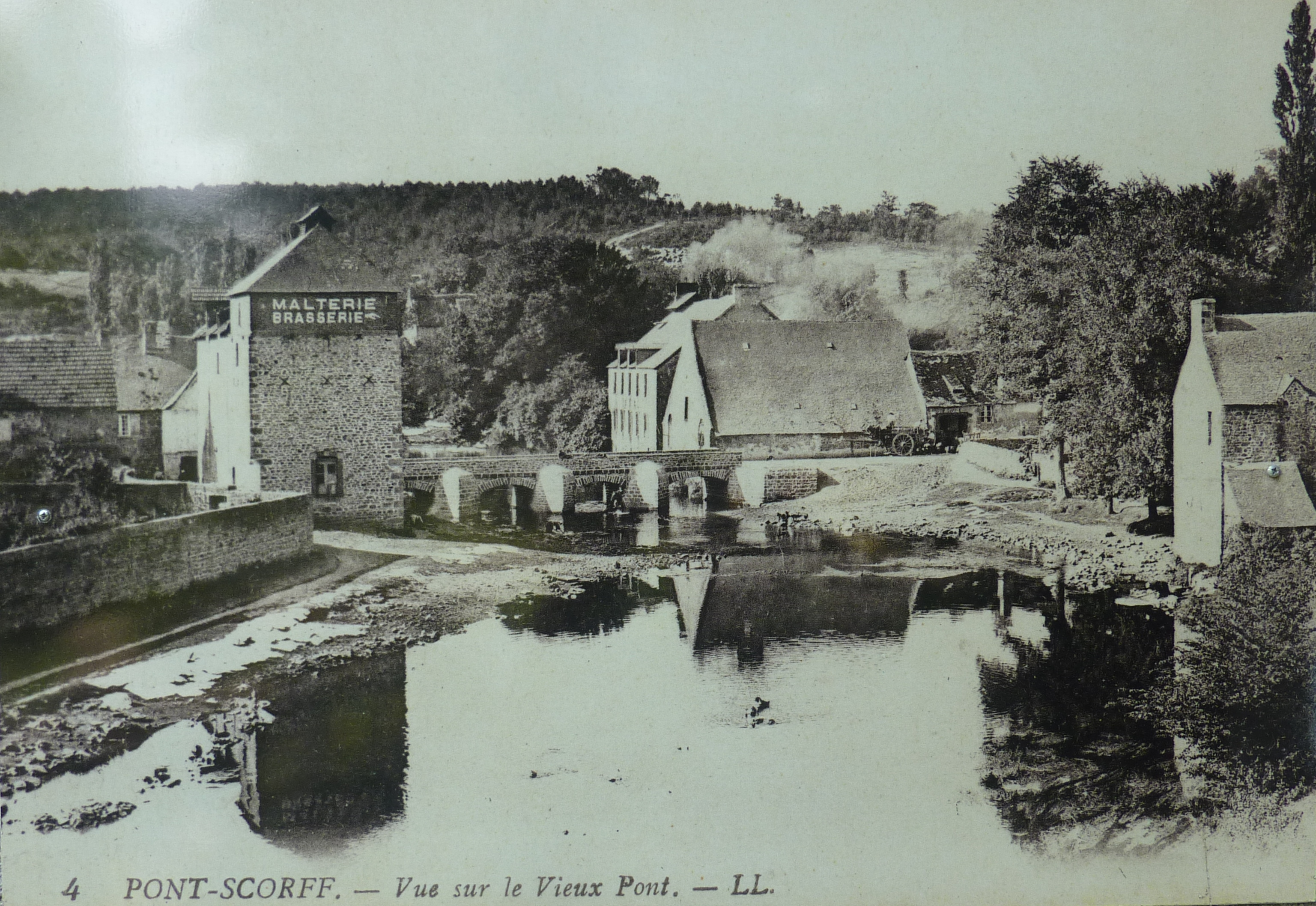
Vue sur le "Vieux Pont" et la malterie-brasserie (carte postale Léon & Lévy, début XXe siècle).

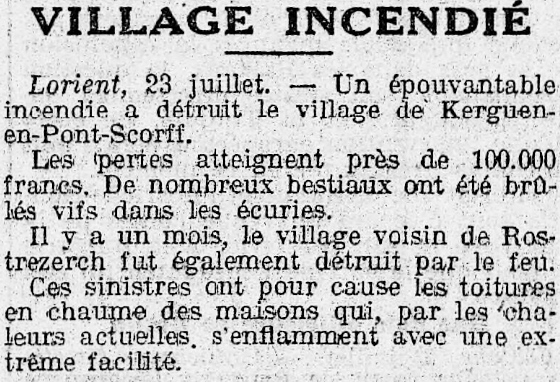
Article du journal L'Humanité évoquant deux incendies survenus à Pont-Scorff en 1913.

La ligne de chemin de fer d'intérêt local des Chemins de fer du Morbihan (l'avant-projet date de 1885) allant de Lorient à Plouay via Pont-Scorff (elle passait entre le bourg de Pont-Scorff et Lesbin) ouvrit le 14 septembre 1902 ; la ligne fut prolongée jusqu'à Gourin en 1906. Cette ligne ferma le 11 mars 1947.
Le journal La Dépêche de Brest et de l'Ouest indique dans son édition du 9 décembre 1902 que « des épidémies de fièvre typhoïde ayant éclaté dans les communes de Cléguer, Pont-Scorff et Plouay, aucune permission ou congé ne sera accordé pour aller dans ce[s] commune[s] ».
Le curé de Pont-Scorff vit son traitement suspendu en janvier 1903 pour avoir prêché et enseigné le catéchisme en breton.
Le 25 août 1912 de grandes fêtes en l'honneur d'Auguste Brizeux furent organisées à Pont-Scorff, avec la participation de Théodore Botrel.

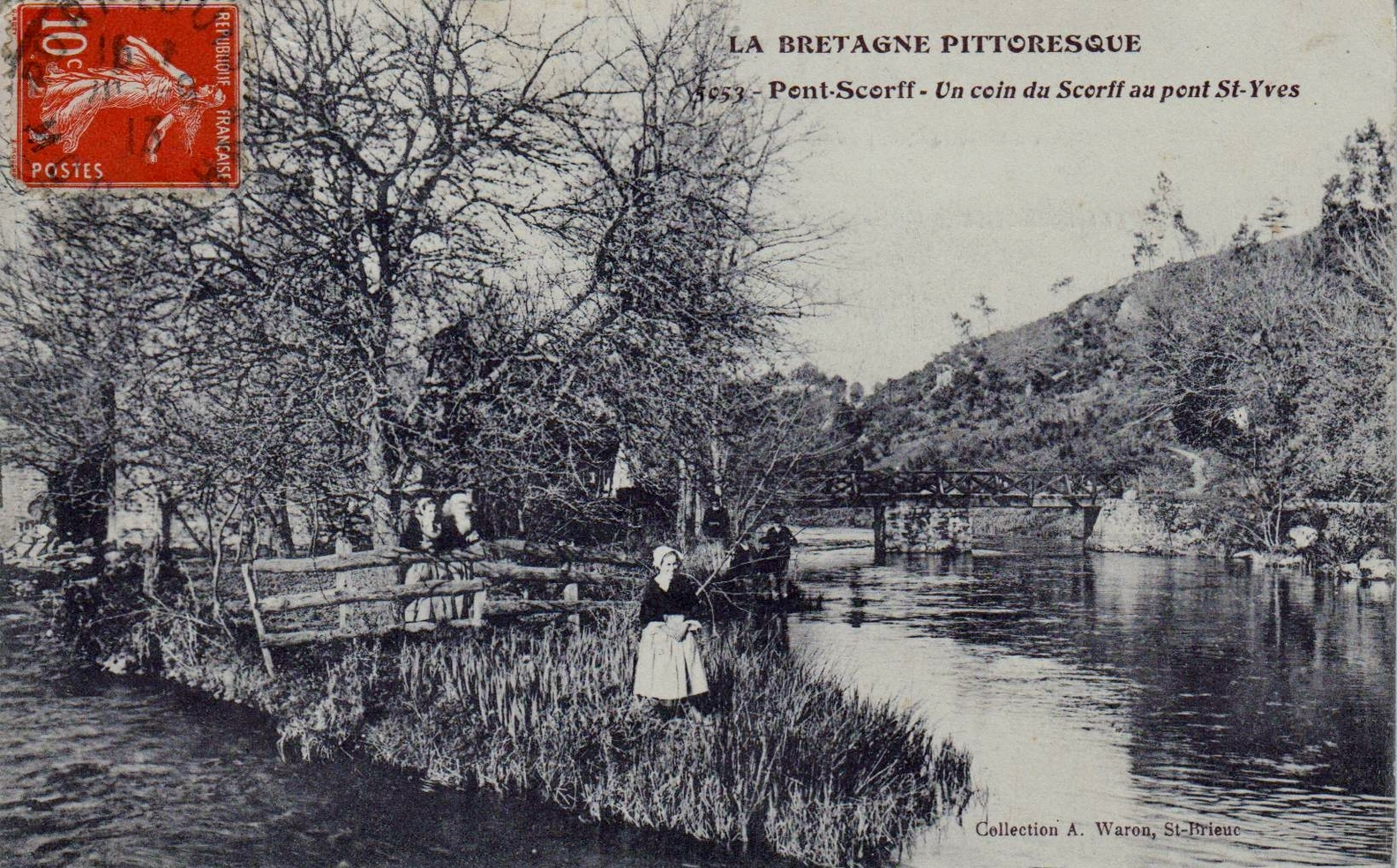
La vallée du Scorff au pont Saint-Yves (carte postale A. Waron, vers 1915).
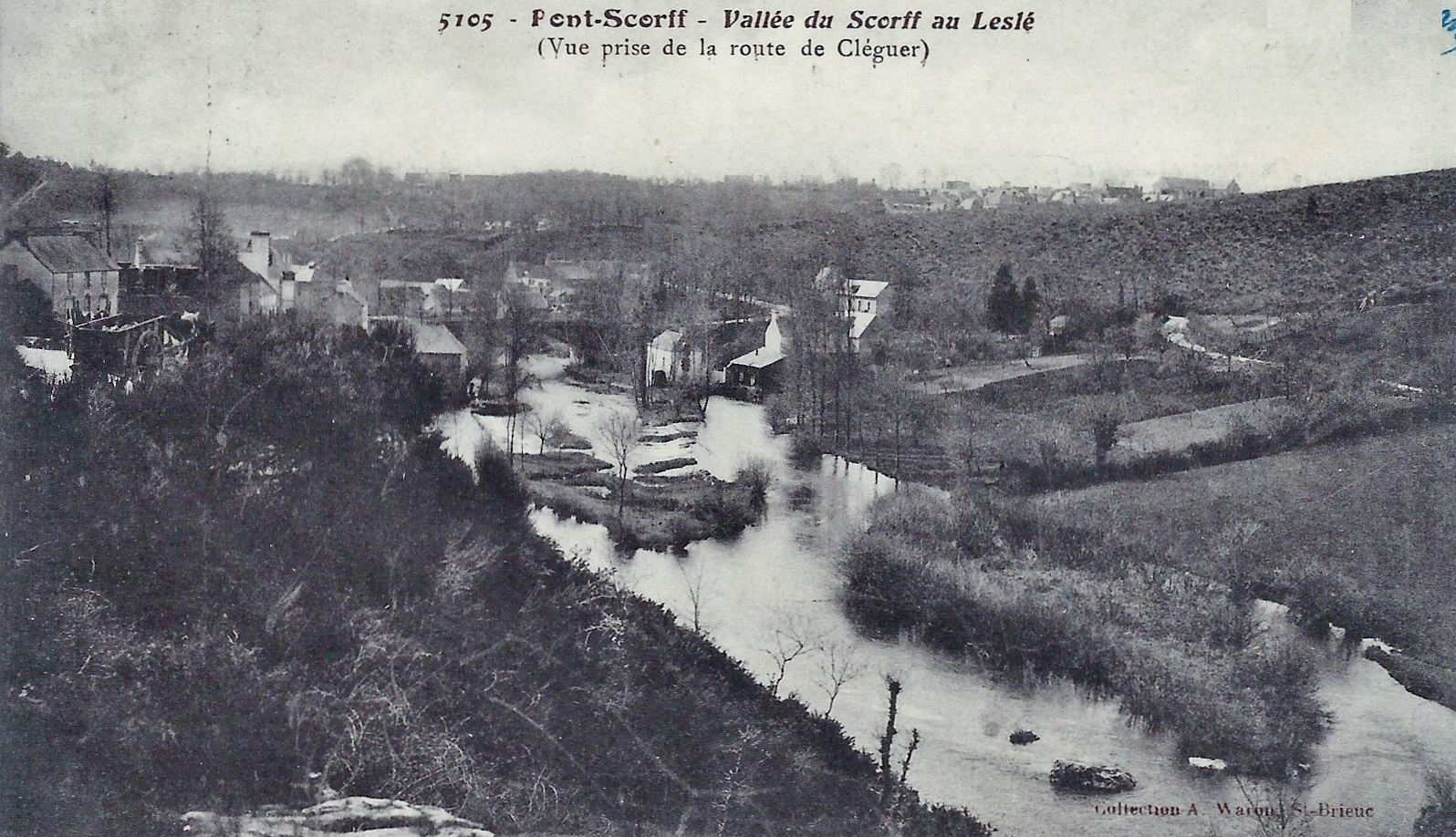
La vallée du Scorff à Pont-Scorff, vue d'ensemble du site (carte postale A. Waron, vers 1915).
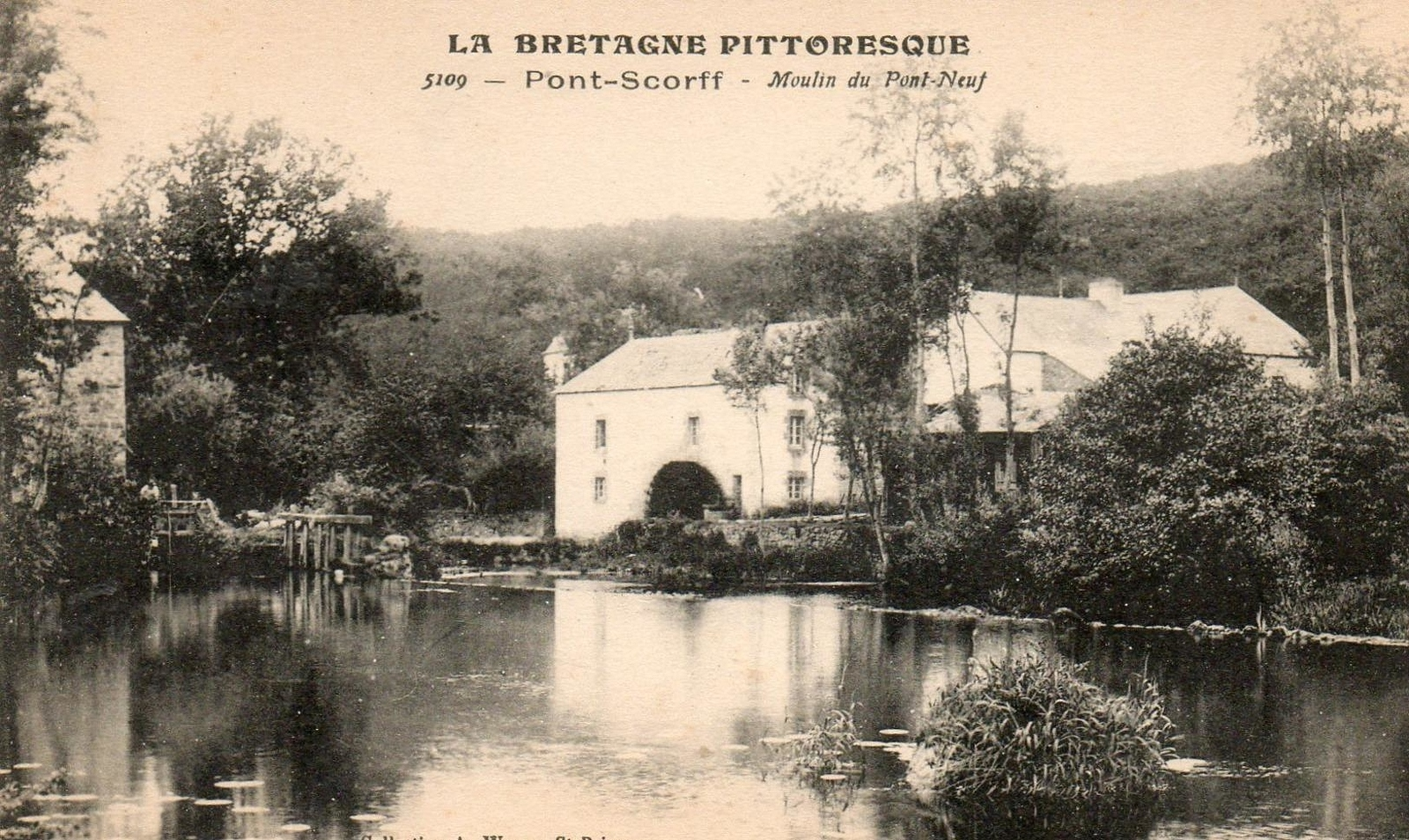
Pont-Scorff : le moulin du Pont-Neuf (carte postale A. Waron, vers 1915).
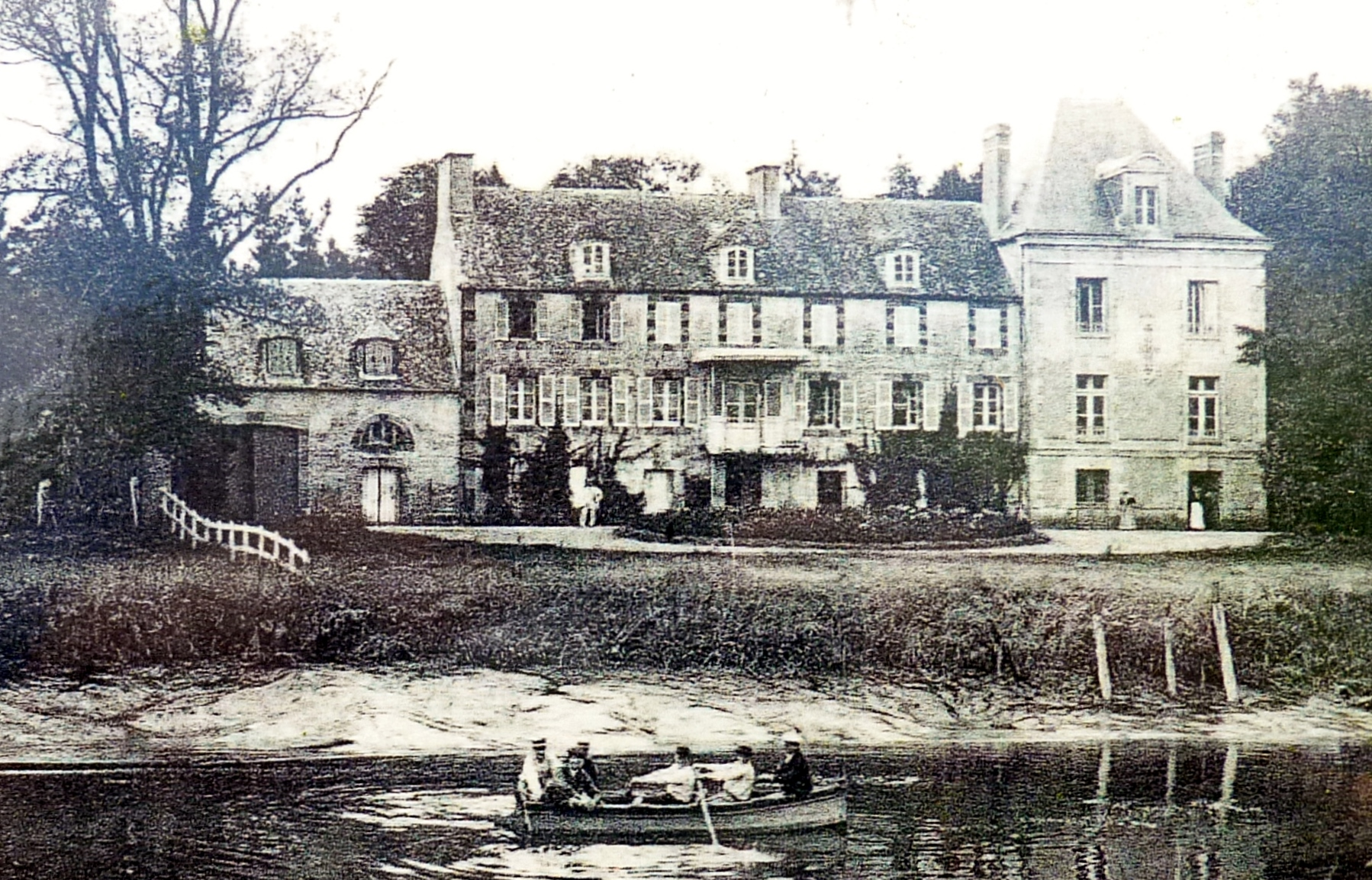
Pont-Scorff : le manoir de Saint-Urchaut vers 1915.

#### La Première Guerre mondiale
Le monument aux morts de Pont-Scorff porte les noms de 59 soldats et marins morts pour la France pendant la Première Guerre mondiale. Parmi eux cinq sont des marins morts en mer (Pierre Le Goff lors du naufrage de l'aviso-torpilleur Casabianca, Édouard Bouëxel, lors du naufrage du cuirassé Suffren, Jean Le Gall lors du naufrage du croiseur cuirassé Amiral Charner , Louis Romuald lors du naufrage du cuirassé Danton et Noël Bienvenu, mort de maladie) ; quatre (Louis Le Flécher, François Le Jolis, Félix Le Scoulan et Hyacinthe Meltou) sont des soldats morts sur le front belge dès 1914 ; Auguste Granté est mort lors de la Bataille de Sedd-Ul-Bahr le 12 juillet 1915 ; la plupart des autres sont morts sur le sol français, à l'exception de Louis Quillien, tué à l'ennemi au Cameroun le 26 octobre 1914.
Jean Jan est mort de maladie à Odessa (alors en Russie, le 20 décembre 1918, donc après l'armistice ; deux marins sont morts en 1919, donc après la fin de la guerre : Jean Pogam, mort le 10 février 1919 à Venise et Pierre Carré, disparu en mer lors du naufrage du remorqueur Pluvier le 22 décembre 1919, ainsi qu'un infirmier colonial, Henri Thiéry, mort de maladie le 13 février 1919 au Sénégal ; ils sont toutefois aussi indiqués sur la liste du monument aux morts.
Le monument aux morts de Pont-Scorff est édifié en 1919 par l'architecte Charles Chaussepied, la statuaire étant l'œuvre de René Quillivic. En médaillon se trouve l'effigie d'Henri de Polignac, maire de Pont-Scorff, capitaine au 103e régiment d'infanterie, mort au champ d'honneur le 25 septembre 1915 à Aubérive (Marne).

#### L'entre-deux-guerres

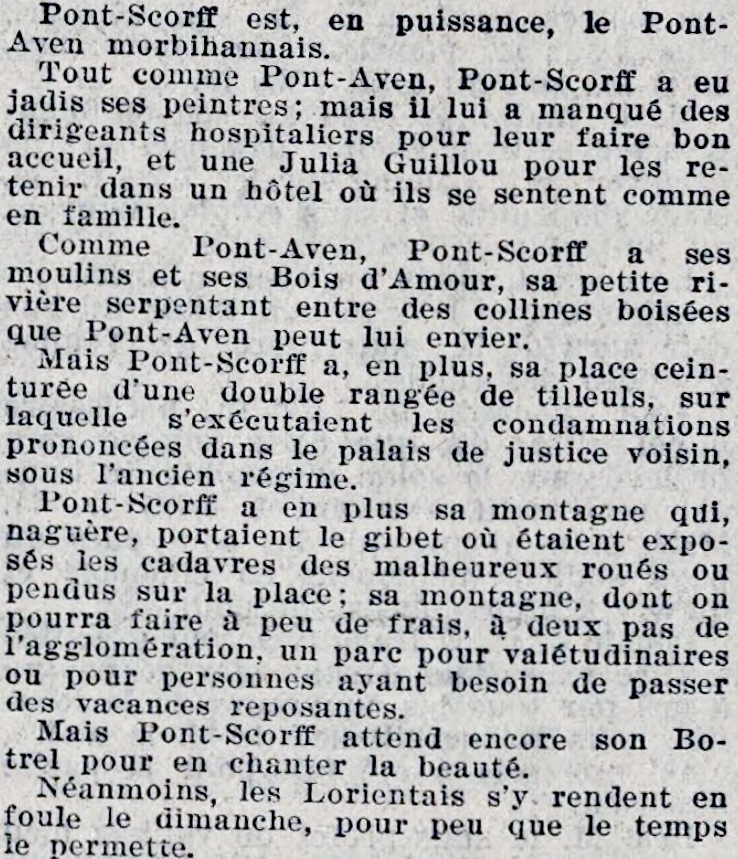
Pont-Scorff, un Pont-Aven morbihannais ?

Une "Fête du Scorff et de la bruyère" était organisée chaque année au Bas Pont-Scorff (situé en fait dans la commune de Cléguer).
L'incendie à Pont-Scorff de l'"Hôtel des Touristes" dans la nuit du 8 au 9 juillet 1929 provoqua 3 morts (l'hôtelier et ses deux enfants).
Un notaire de Pont-Scorff, Ménez, fut arrêté en 1934 accusé de malversations et d'abus de confiance ; tous ses biens furent vendus à la suite d'une saisie judiciaire. L'affaire fit grand bruit dans la région.
Un monument à la mémoire du général de Langle de Cary, qui avait habité le manoir de Kerguélavant, est inauguré à Pont-Scorff le 11 décembre 1938.

#### La Seconde Guerre mondiale
Le 16 janvier 1941 le conseil municipal de Pont-Scorff adresse à l'unanimité au maréchal Pétain « l'hommage de son loyalisme, de son admiration et de sa gratitude pour la grandeur d'âme et le courage dont il a fait preuve en prenant le pouvoir dans les circonstances tragiques que nous traversons ».
Guy Le Citol a été un résistant qui procéda à des actes de sabotage dans la base des sous-marins de Lorient avant de rejoindre les Forces françaises libres, d'être membre des Special Air Service et d'être parachuté en Bretagne ; fait prisonnier, il parvint à s'échapper du train qui l'emmenait en Allemagne et à rejoindre le front de Normandie
.
Lors des combats de la Poche de Lorient, le front allait approximativement d'Auray au Pouldu, suivant appoximativement, à une distance variant de quelques centaines de mètres à quelques kilomètres le tracé de la Route nationale 165 (ancien tracé), passant au sud de Landévant, de Brandérion, d'Hennebont et de Pont-Scorff, longeant la Laïta au sud de Quimperlé jusqu'à la mer. « Il n'y a pas de durs combats, mais des duels d'artillerie et des escarmouches. Ce sont les villages de Nostang, Kervignac, Merlevenez et Sainte-Hélène qui sont l'enjeu des plus violentes attaques. Chaque jour des hommes tombent.. (...) ».
Pont-Scorff subit de sérieuses destructions en 1944-1945, liés aux combats de la Poche de Lorient. Une plaque commémorative apposée sur le mur du "Jardin du Souvenir" énumère les noms de 25 victimes civiles dont 3 membres de la famille Duliscouet tués le 15 février 1943 et 10  victimes tuées en août ou septembre 1944 dont trois membres de la famille Salic tués le 7 août dans le hameau de Bivière et inhumés à Lesbin.
Un "Monument aux combattants Alliés de la Poche de Lorient" se trouve au carrefour de la  D6 et de la route vers Keruisseau ; il porte l'inscription suivante : « A la mémoire des soldats Français et Américains- Volontaires FFI ou VIIe Bataillon - 4 th and 6 th Armored Division - 14e Rangers - IIIe Bataillon - 94 th and 66 th Infant. Division - 118e R.I. Qui autour de Lorient d'août 1944 à la capitulation ennemie le 10 mai 1945 ont combattu fraternellement unis et sont morts pour délivrer la France. Leurs camarades de combat de l'organisation de résistance de l'armée (O.R.A.) ont fait dresser cette pierre. - 20/11/1949 ».
Le monument aux morts de Pont-Scorff porte les noms de dix personnes mortes pour la France pendant la Seconde Guerre mondiale. Parmi elles Jean Rivalain, matelot à bord du cuirassé Bretagne, tué lors de l'Attaque anglaise de Mers el-Kébir le 3 juillet 1940 ; Cyprien Le Cloirec, arrêté, puis déporté, après avoir blessé un soldat allemand lors d'une bagarre, mort au camp de concentration de Dora le 23 décembre 1943 ; Ange Elliot, sergent au 27e régiment d'infanterie coloniale, fusillé par les Japonais le 1er avril 1945 au Tonkin.

#### L'après Seconde Guerre mondiale
Le 5 janvier 1950 4 000cultivateurs manifestèrent à Pont-Scorff pour protester contre l'emprisonnement d'un ouvrier agricole qui n'avait pas pu acquitter une amende à laquelle il avait été condamné pour avoir transporté sans acquit 600 kilos de pommes à cidre en 1948.
Trois soldats (Pierre Gloannec, Joseph Le Bouard et Raymond Rouzo) originaires de Pont-Scorff sont morts pour la France pendant la Guerre d'Indochine.

## Blasonnement
|  | Les armoiries de Pont-Scorff se blasonnent ainsi : D'azur au pont de trois arches d'argent, accompagné en chef senestre de trois besants d'or ordonnés 2 et 1, et en pointe d'une macle d'or ; au franc-canton d'or chargé d'une croisette de gueules. |

## Politique et administration

### Liste des maires
| Période                                           | Période        | Identité                                           | Étiquette       | Qualité |
| ------------------------------------------------- | -------------- | -------------------------------------------------- | --------------- | --- |
| Les données manquantes sont à compléter.          |                |                                                    |                 | |
| 1790                                              |                | Isidore-Hyacinthe Chauvel                          |                 | Recteur de Lesbin, Pont-Scorff et Gestel. Prêtre réfractaire emprisonné en 1792 et à nouveau en 1796.        |
|                                                   |                |                                                    |                 | |
| août 1800                                         | novembre 1804  | Julien Kerjosse,                                   |                 | Cultivateur.                                                                                                 |
| décembre 1804                                     | octobre 1816   | Louis François Marie Le Cudon                      |                 | Marchand de bois.                                                                                            |
| mars 1817                                         | avril 1828     | Jean-Marie Le Scouézec                             |                 | Boulanger, menuisier, aubergiste, puis percepteur. Ancêtre du peintre Maurice Le Scouëzec.                   |
| avril 1828                                        | novembre 1840  | Jean Rodolphe                                      |                 | Négociant |
| décembre 1840                                     | mars 1848      | Pierre Michau "aîné"                               |                 | Tanneur |
| mars 1848                                         | septembre 1848 | Augustin Vincent Le Cudon                          |                 | Juge de paix                                                                                                 |
| octobre 1848                                      | juin 1852      | Pierre Michau "aîné"                               |                 | Tanneur |
| juillet 1852                                      | février 1855   | Jean l'Évangéliste Édouard Brouhet de Saint Martin |                 | Baron de Saint-Martin. Colonel. Chevalier de l'Ordre de Saint-Louis et de la Légion d'honneur.               |
| mars 1855                                         | juillet 1855   | Julien Jean Baptiste Marie Gourhaël                |                 | Chef de Bataillon d'Infanterie.                                                                              |
| août 1855                                         | octobre 1870   | Charles-Auguste Laporte                            |                 | Notaire. |
| novembre 1870                                     | mai 1871       | Jean l'Évangéliste Édouard Brouhet de Saint Martin |                 | Déjà maire entre 1852 et 1855.                                                                               |
| mai 1871                                          | septembre 1882 | Pierre-Louis Le Dain                               |                 | Boulanger.                                                                                                   |
| novembre 1882                                     | décembre 1885  | Auguste Laporte                                    |                 | Fils de Charles-Auguste Laporte, maire entre 1855 et 1870. Notaire. Habitait le château de Bivière.          |
| décembre 1885                                     | novembre 1886  | Mathurin Le Diberder.                              |                 | Huissier. |
| décembre 1886                                     | 1910           | Auguste Laporte                                    |                 | Déjà maire entre 1882 et 1885.                                                                               |
| 1910                                              | 1915           | Henri de Polignac                                  |                 | Militaire mort pour la France. Chevalier de la Légion d'honneur . Habitait le château de Leslé.              |
|                                                   |                |                                                    |                 | |
|                                                   | 1929           | Théophile Guyomar                                  |                 | Notaire. Meurt empoisonné après avoir mangé des champignons                                                  |
| avant 1938                                        | après 1941     | Adolphe Rialland                                   |                 | Médecin. |
| 1942                                              | 1945           | Jean Janot                                         |                 | Industriel.                                                                                                  |
|                                                   |                |                                                    |                 | |
| novembre 1947                                     | mars 1958      | Jean Janot                                         | Rad.            | Conseiller général (1945-1955). Déjà maire entre 1942 et 1945.                                               |
| mars 1958                                         | février 1963   | Roger Fravallo                                     |                 | |
| février 1963                                      | mars 1971      | Jean-Gabriel Le Montagner.                         |                 | Agriculteur à Kerblouch.                                                                                     |
| mars 1971                                         | mars 1977      | Étienne Le Goff                                    |                 | Propriétaire du restaurant du Scorff (Pont-Scorff).                                                          |
| mars 1977                                         | mars 1983      | Pierre Couëdel                                     |                 | Percepteur retraité                                                                                          |
| mars 1983                                         | mars 1989      | Alain Cormerais                                    | RPR             | Médecin rééducateur Conseiller général (1982-1988)                                                           |
| mars 1989 Réélu en 1995, 2001, 2008, 2014 et 2020 | En cours       | Pierrik Névannen                                   | UDF puis UMP-LR | Exploitant agricole Conseiller général (1994-2015) Vice-président du Conseil général du Morbihan (1998-2015) |

## Démographie
L'évolution du nombre d'habitants est connue à travers les recensements de la population effectués dans la commune depuis 1793. Pour les communes de moins de 10 000 habitants, une enquête de recensement portant sur toute la population est réalisée tous les cinq ans, les populations de référence des années intermédiaires étant quant à elles estimées par interpolation ou extrapolation. Pour la commune, le premier recensement exhaustif entrant dans le cadre du nouveau dispositif a été réalisé en 2005.

En 2022, la commune comptait 4 015 habitants, en évolution de +8,43 % par rapport à 2016 (Morbihan : +3,82 %, France hors Mayotte : +2,11 %).
| 1793  | 1800  | 1806  | 1821  | 1831  | 1836  | 1841  | 1846  | 1851  |
| ----- | ----- | ----- | ----- | ----- | ----- | ----- | ----- | ----- |
| 1 744 | 1 706 | 1 738 | 1 622 | 1 668 | 1 757 | 1 590 | 1 577 | 1 650 |

| 1856  | 1861  | 1866  | 1872  | 1876  | 1881  | 1886  | 1891  | 1896  |
| ----- | ----- | ----- | ----- | ----- | ----- | ----- | ----- | ----- |
| 1 600 | 1 602 | 1 677 | 1 681 | 1 723 | 1 732 | 1 833 | 1 824 | 1 861 |

| 1901  | 1906  | 1911  | 1921  | 1926  | 1931  | 1936  | 1946  | 1954  |
| ----- | ----- | ----- | ----- | ----- | ----- | ----- | ----- | ----- |
| 1 878 | 2 012 | 1 945 | 1 933 | 1 945 | 1 900 | 1 787 | 2 079 | 1 773 |

| 1962  | 1968  | 1975  | 1982  | 1990  | 1999  | 2005  | 2006  | 2010  |
| ----- | ----- | ----- | ----- | ----- | ----- | ----- | ----- | ----- |
| 1 644 | 1 704 | 1 758 | 2 295 | 2 312 | 2 623 | 3 012 | 3 037 | 3 211 |

| 2015  | 2020  | 2022  | - | - | - | - | - | - |
| ----- | ----- | ----- | - | - | - | - | - | - |
| 3 710 | 3 897 | 4 015 | - | - | - | - | - | - |

## Langue bretonne
- L’adhésion à la charte Ya d’ar brezhoneg a été votée par le conseil municipal le 22 février 2008.
- À la rentrée 2016, 62 élèves étaient scolarisés dans la filière bilingue publique (soit 13,8 % des enfants de la commune inscrits dans le primaire)[70].

## Lieux et monuments
- Parc zoologique de Pont-Scorff, créé en 1973 sur environ 12 hectares. Après une période difficile ayant entraîné sa fermeture, le zoo rouvre le 21 juin 2022 sous un nouveau nom : Les Terres de Nataé, et un nouveau projet militant pour la protection des espèces animales menacées et la préservation de la biodiversité[71] ;
- Maison des Princes de Rohan. Cette demeure datant du début du XVIe siècle a appartenu à la famille des Rohan-Guéméné. Le bâtiment est classé au titre des monuments historiques depuis 1932 et accueille désormais le siège de la mairie de Pont-Scorff ;
- Manoir de Saint-Urchaud : bâti vers 1650 le long de la rive droite du Scorff, ce manoir a été surélevé d'un étage et prolongé par une remise dans la première moitié du XVIIIe siècle ; un avant-corps latéral avec toit en pavillon a été rajouté à la fin du XIXe siècle. Jean Grasset, maître-charpentier, qui construisit un bateau (La Fortune) aux cales de Saint-Trichaut entre 1650 et 1681, en fut probablement le premier propriétaire. Cette bâtisse, qui n'avait pas de cheminée et disposait de cinq portes, a servi initialement d'entrepôt. Il est inscrit à l'inventaire général du patrimoine culturel[72].;
- Manoir de Kerguélavant date des XVIIe et XVIIIe siècles, il est inscrit à l'inventaire général du patrimoine culturel[73] ;
- Manoir de Pen Mané date du XVIe siècle, il est inscrit à l'inventaire général du patrimoine culturel[74] ;
- Château du Leslé  date des XVIIIe et XIXe siècles, il est inscrit à l'inventaire général du patrimoine culturel[75] ;

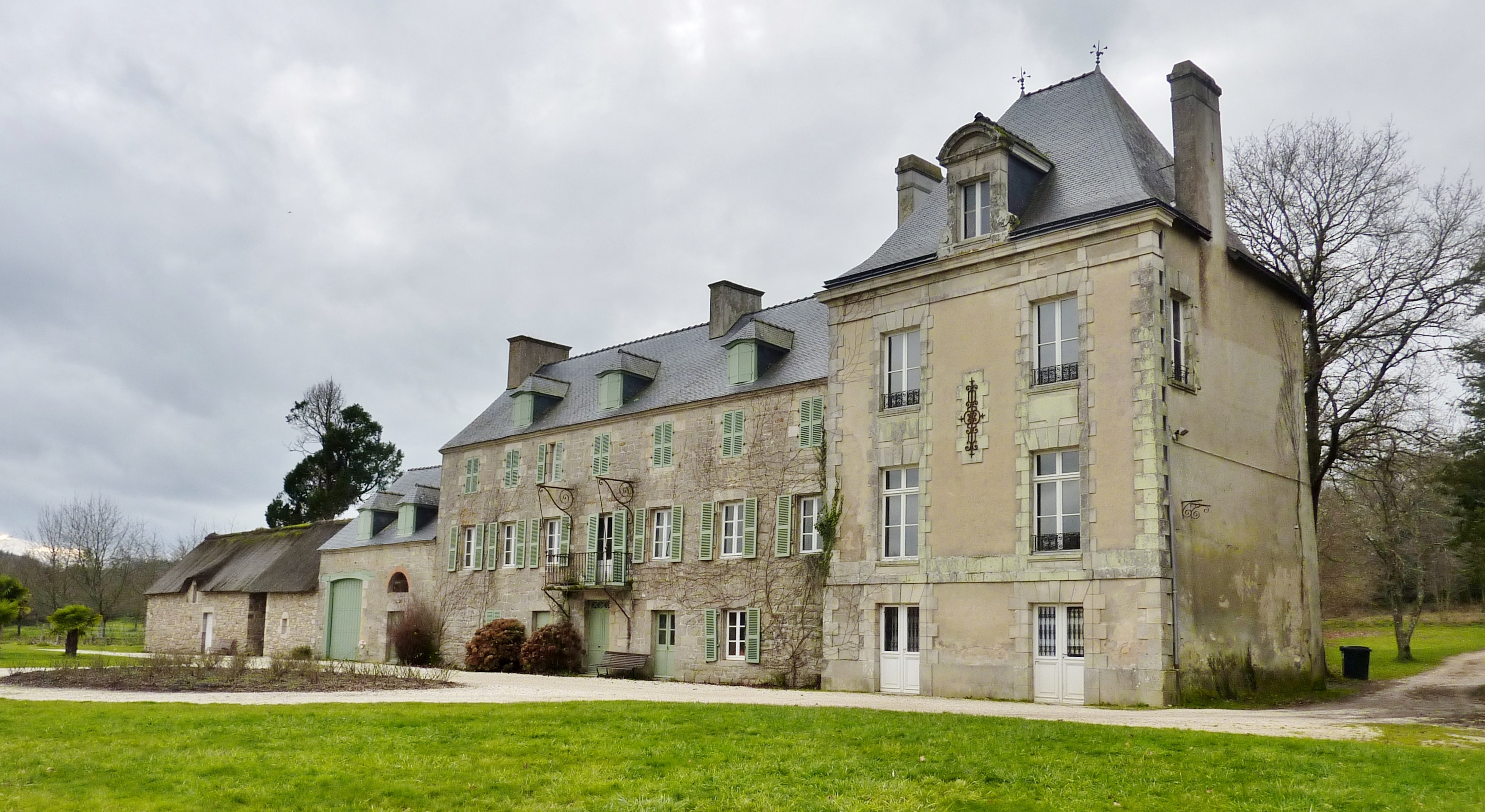
Le manoir de Saint-Urchaud : vue extérieure d'ensemble.
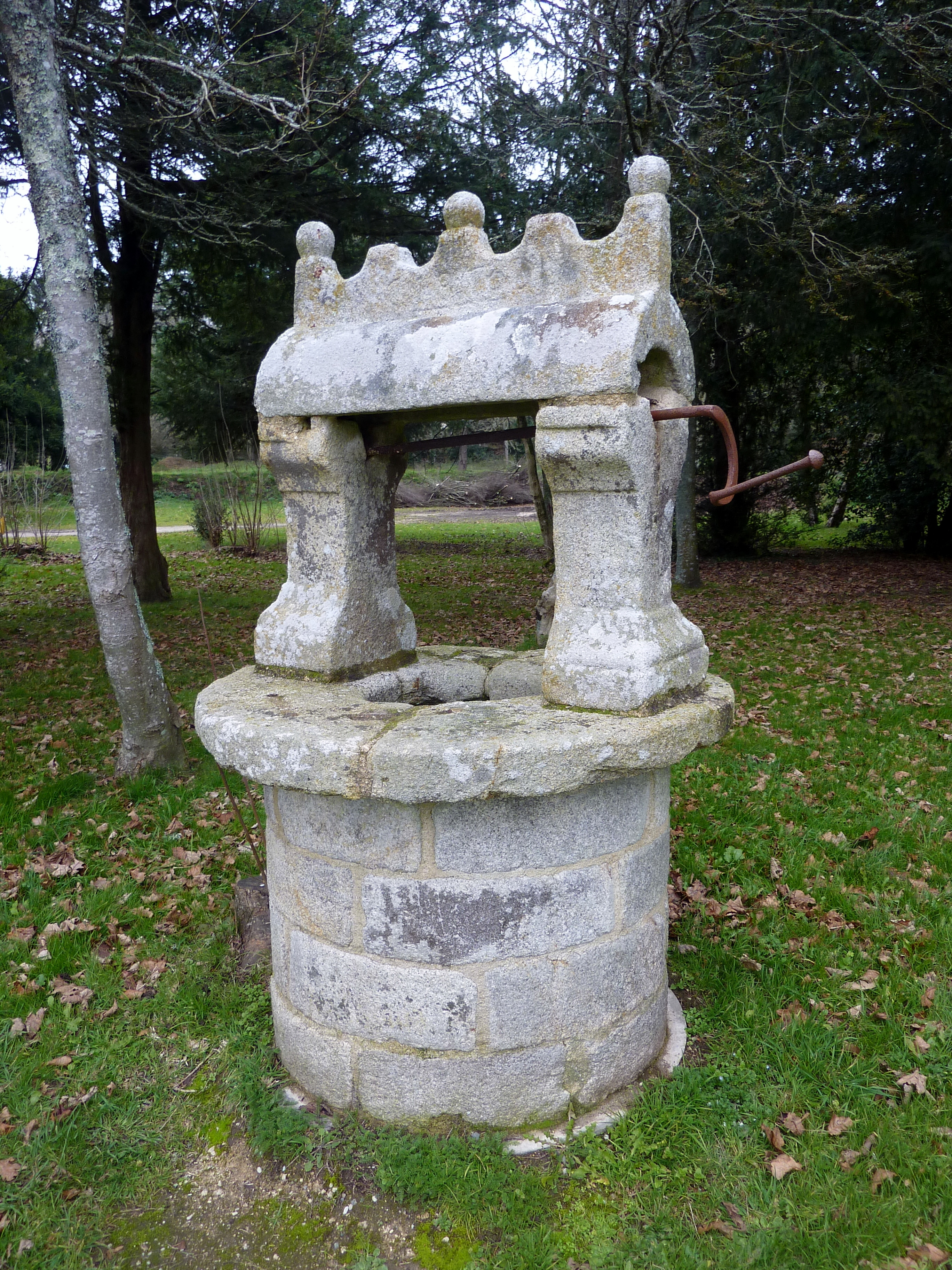
Ancien puits dans le parc du manoir de Saint-Urchaud.

- Chapelle Saint-Servais ;

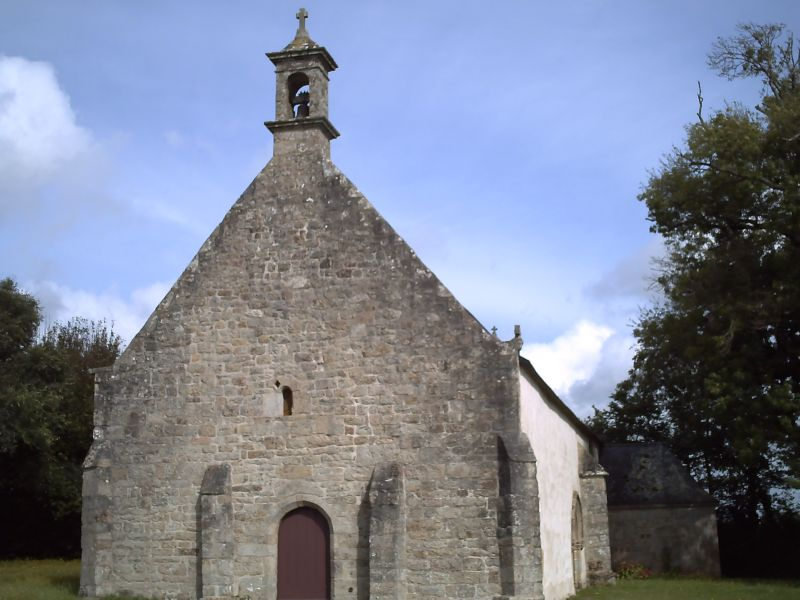
La chapelle Saint-Servais de Pont-Scorff : vue extérieure d'ensemble.

- Chapelle de Lesbin : en forme de croix latine, cette ancienne église paroissiale dédiée à saint Aubin, a conservé dans son enclos paroissial son cimetière. Elle a conservé certains éléments datant des 14e et 15e siècles (arcades de la croisée, fenêtres du chœur, fonts baptismaux). Le porche sud et la flèche datent du XVIIIe siècle et ses deux sacristies du XIXe siècle, mais elle a perdu son statut d'église paroissiale en 1892 lors de la construction de l'église de Pont-Scorff ;

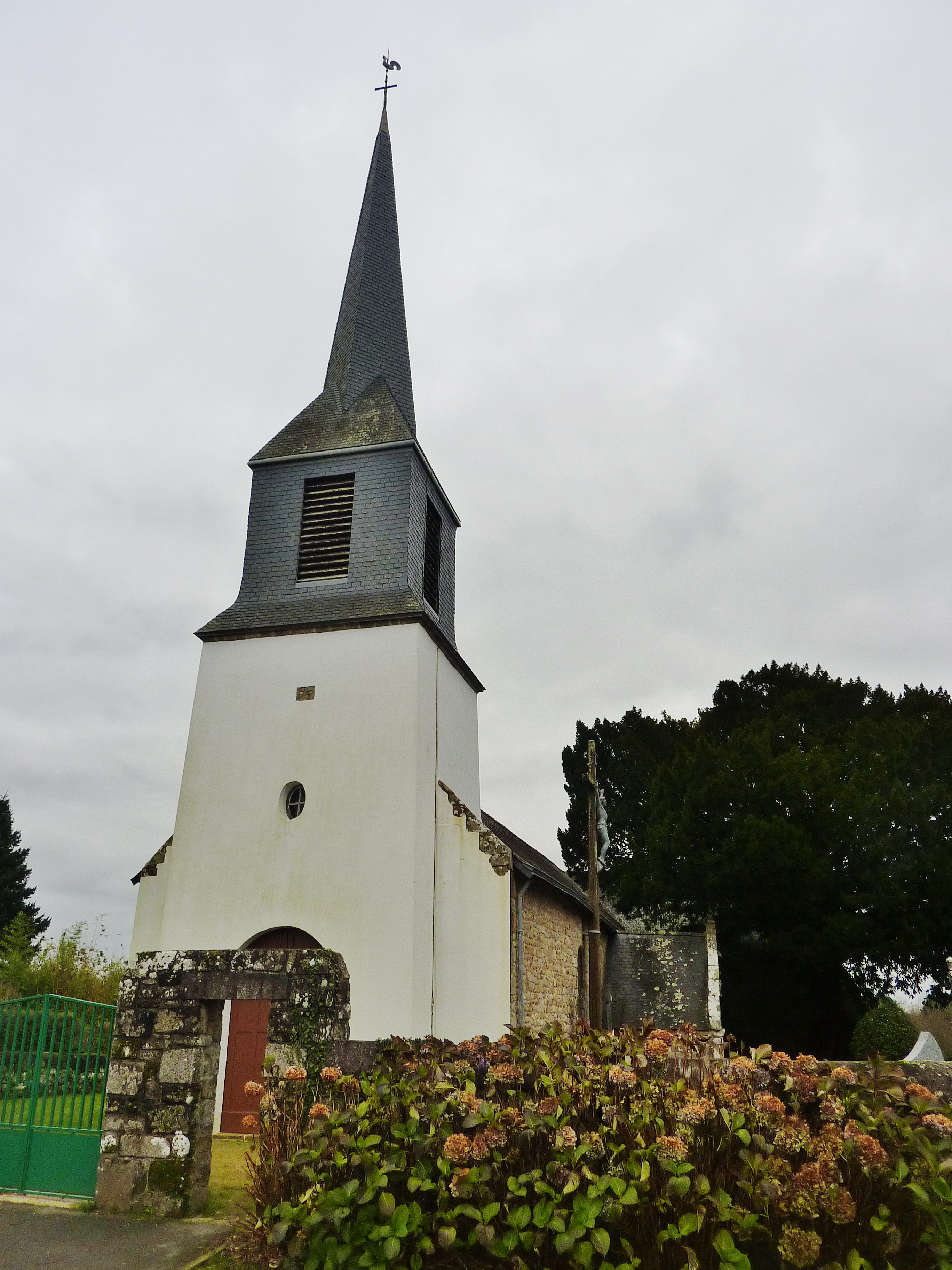
La chapelle, ancienne église paroissiale, de Lesbin (façade et clocher).

- La chapelle Notre-Dame-de-Bonne-Nouvelle, située au Bas Pont-Scorff, est située dans la commune de Cléguer ;

- Église paroissiale du Sacré-Cœur : dédiée au Sacré-Cœur de Jésus, cette église est située sur la place de la Maison des Princes. Elle est inscrite à l'Inventaire supplémentaire des monuments historiques depuis le 15 mars 1949 ;

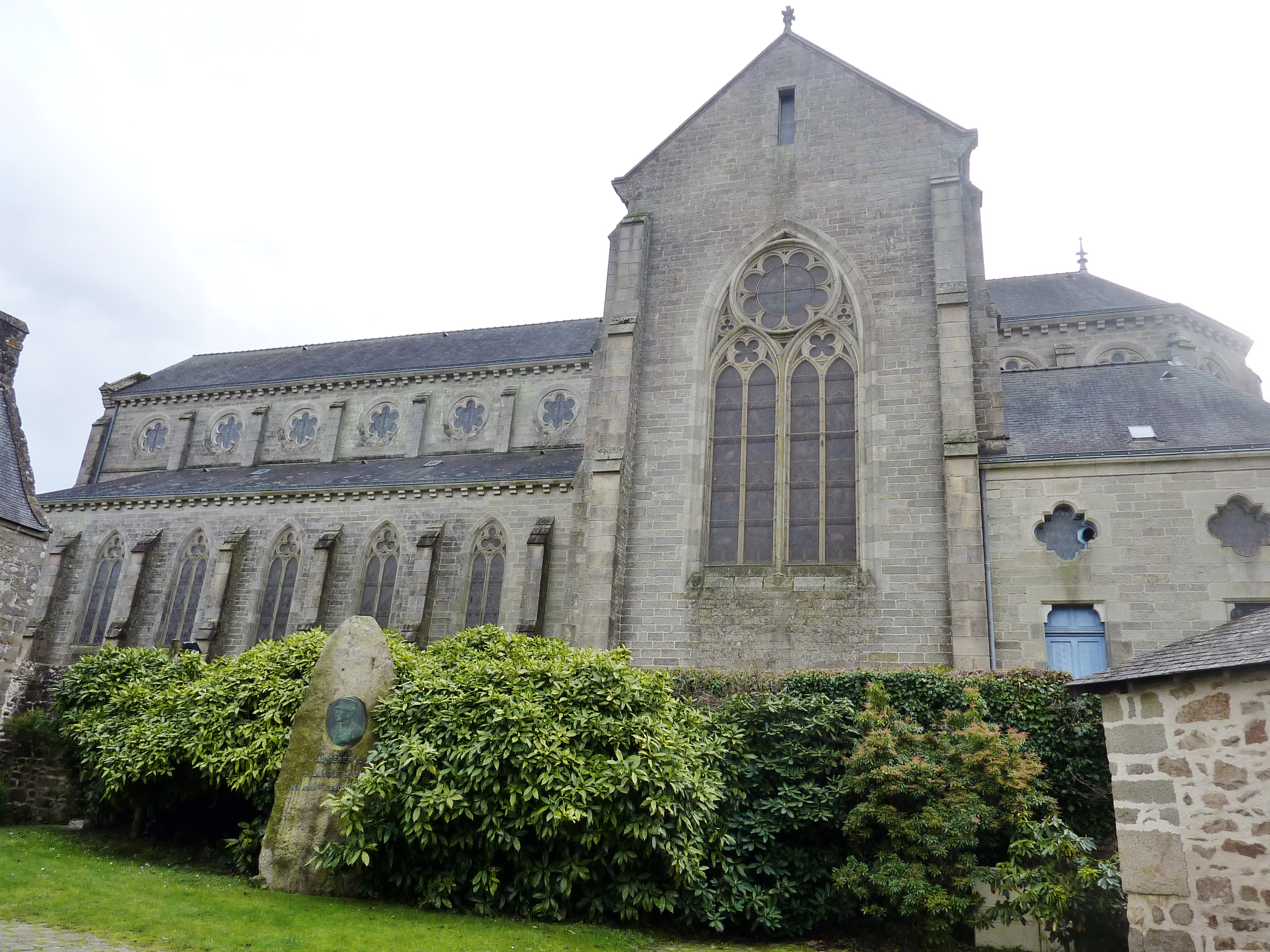
Église paroissiale du Sacré-Cœur, construite à la fin du XIXe siècle, vue extérieure d'ensemble.
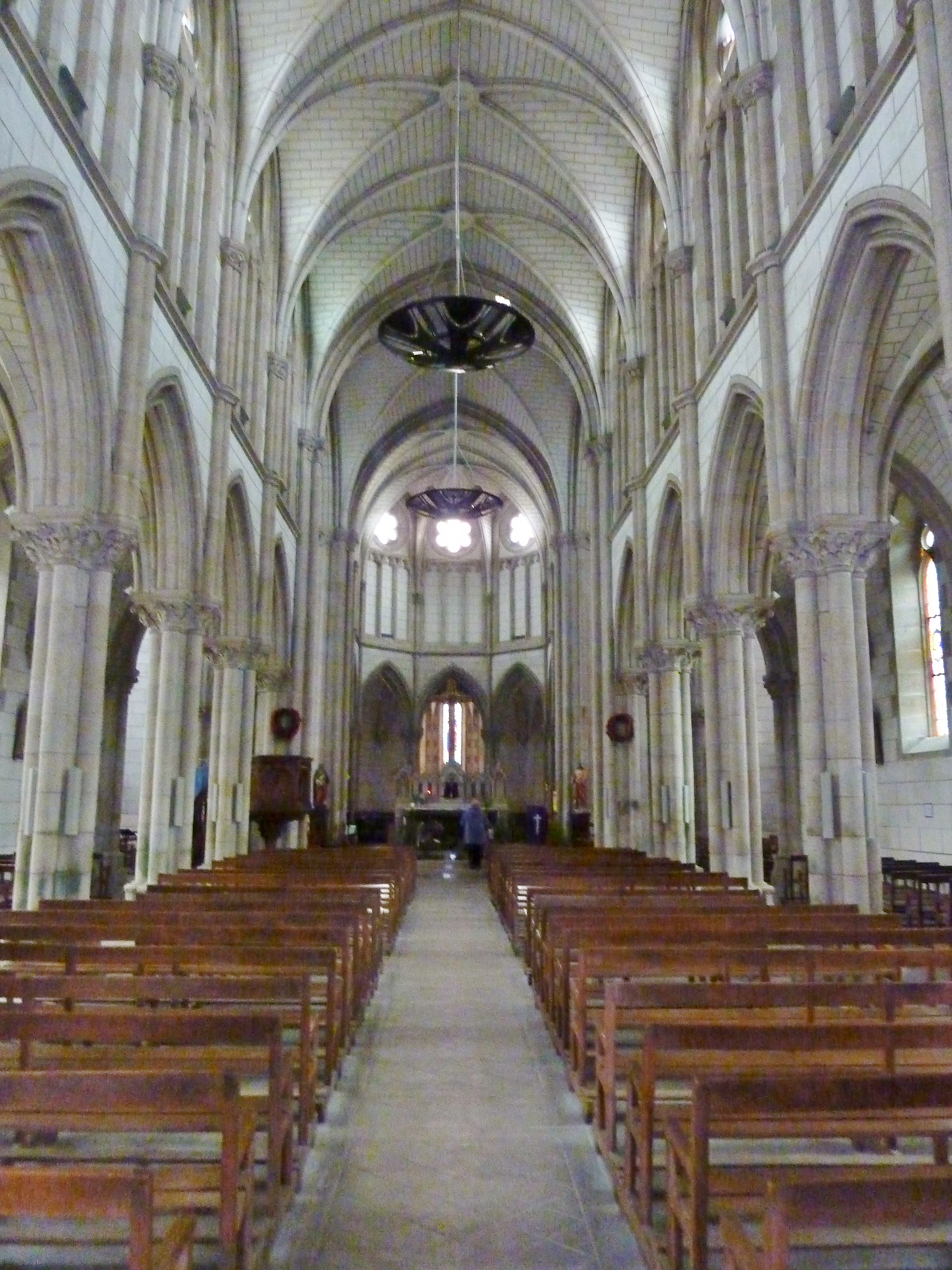
Église paroissiale du Sacré-Cœur, de style néogothique, vue intérieure d'ensemble.
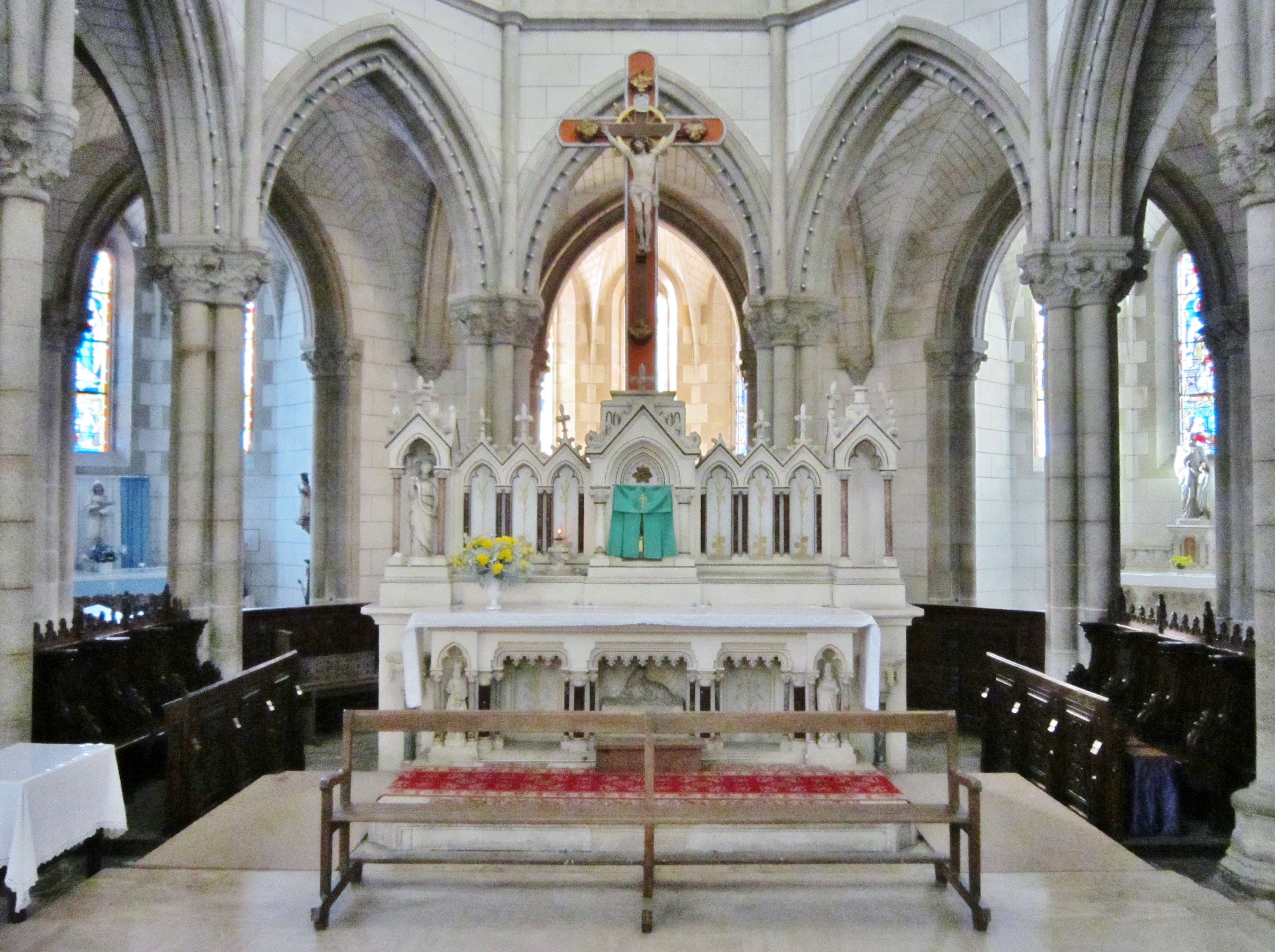
Église paroissiale du Sacré-Cœur : le chœur et le maître-autel.
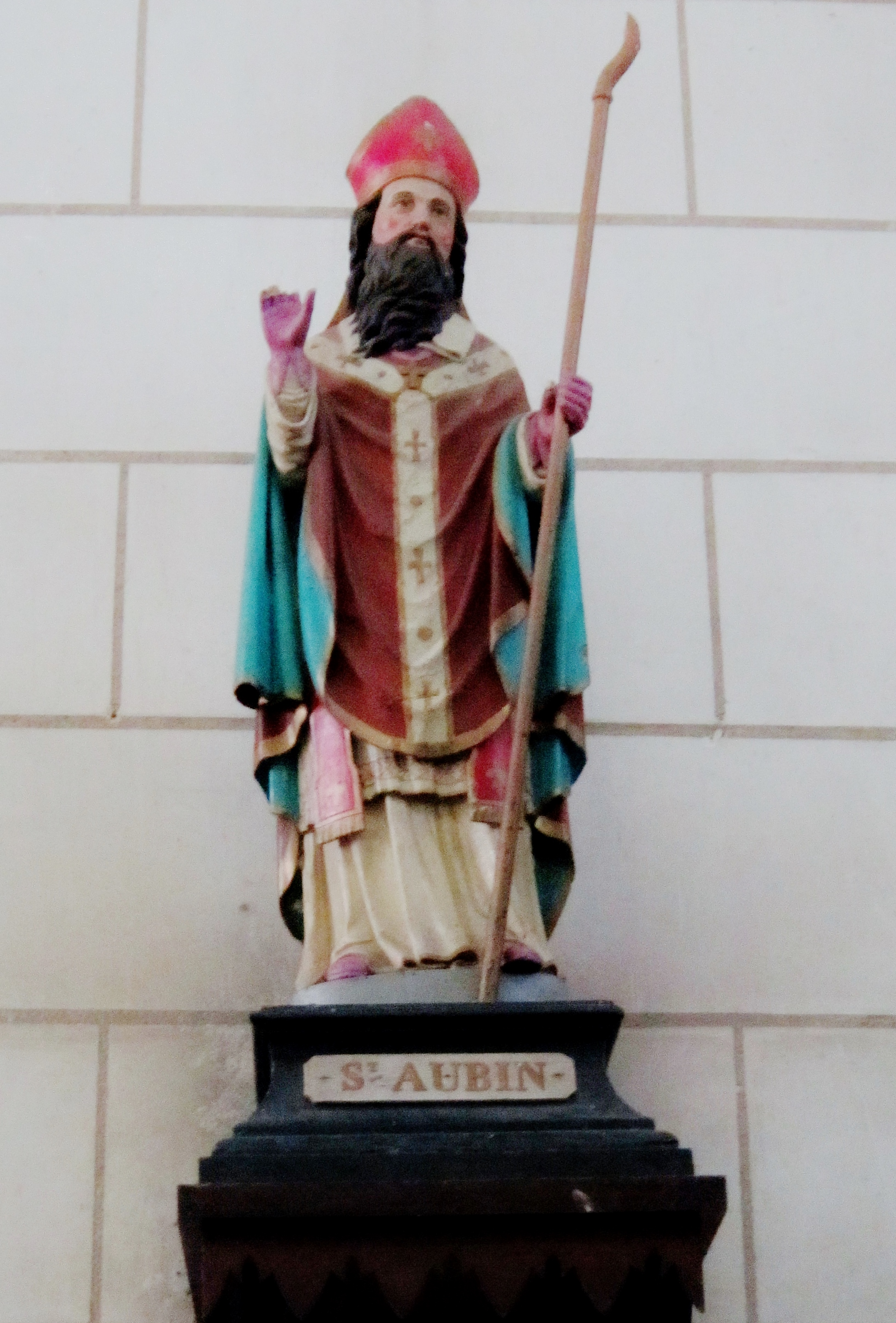
Église paroissiale du Sacré-Cœur : statue de saint Aubin.
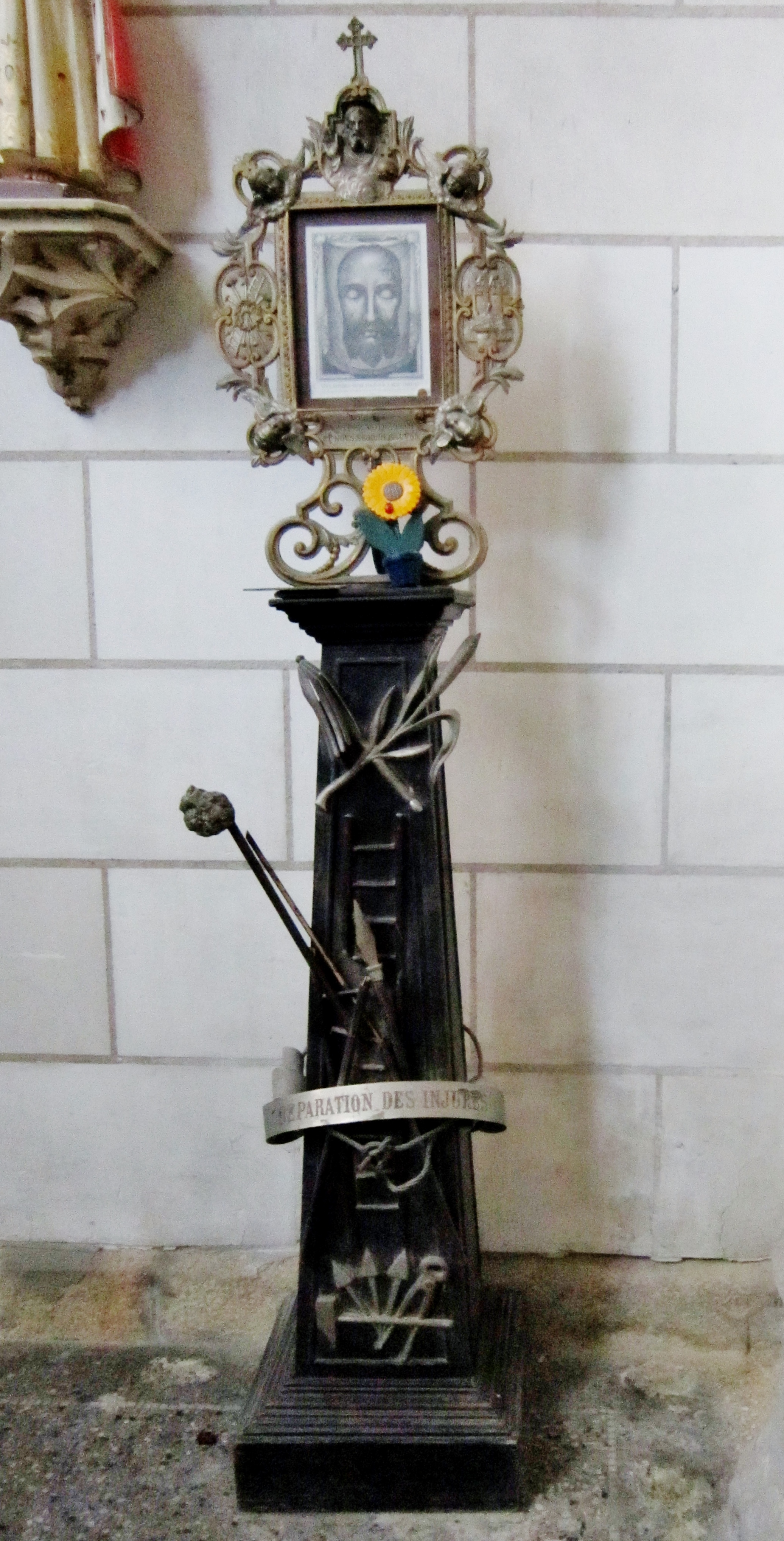
Église paroissiale du Sacré-Cœur : image de la Sainte Face montée sur un piédestal.

- Ateliers de métiers d'art. Pont-Scorff est labellisée "Ville et Métiers d'Art" ;
- Cour des Métiers d'Art. On y trouve des ateliers d'artisans créateurs, une boutique ainsi qu'une galerie d'art ;
- Espace Pierre de Grauw. Espace d'art consacré au legs de l'artiste hollandais Pierre de Grauw à la ville de Pont-Scorff. L'Espace, ancienne mairie et école communale, a notamment été primé pour la réhabilitation de son bâtiment (prix régional des rubans du patrimoine 2013) ;
- L'Odyssaum (désormais fermé). Cet espace était destiné à la découverte du saumon sauvage, présent dans la rivière du Scorff. Une station de comptage des saumons y est notamment active ;
- Quelques maisons anciennes ;

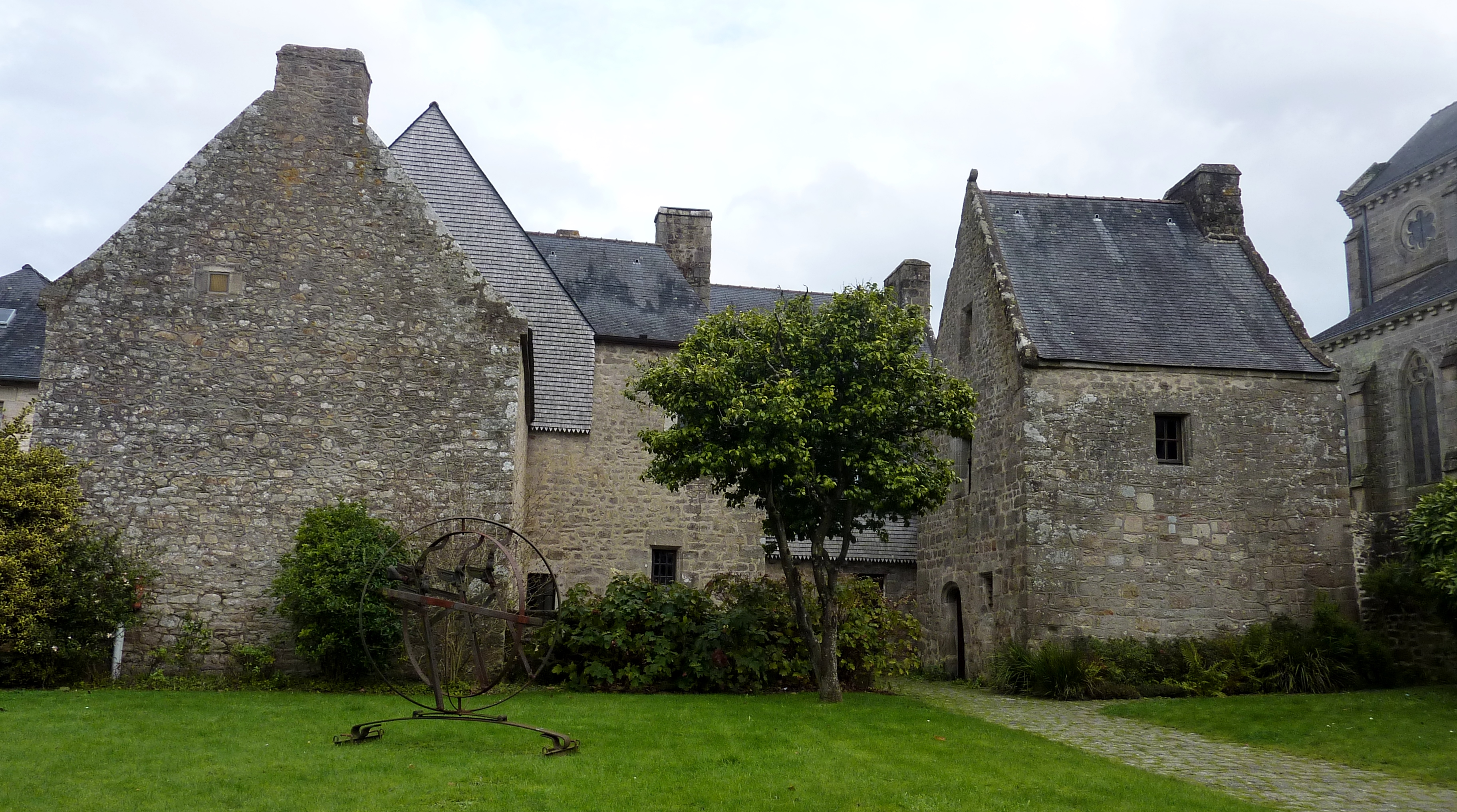
Maisons anciennes de Pont-Scorff.
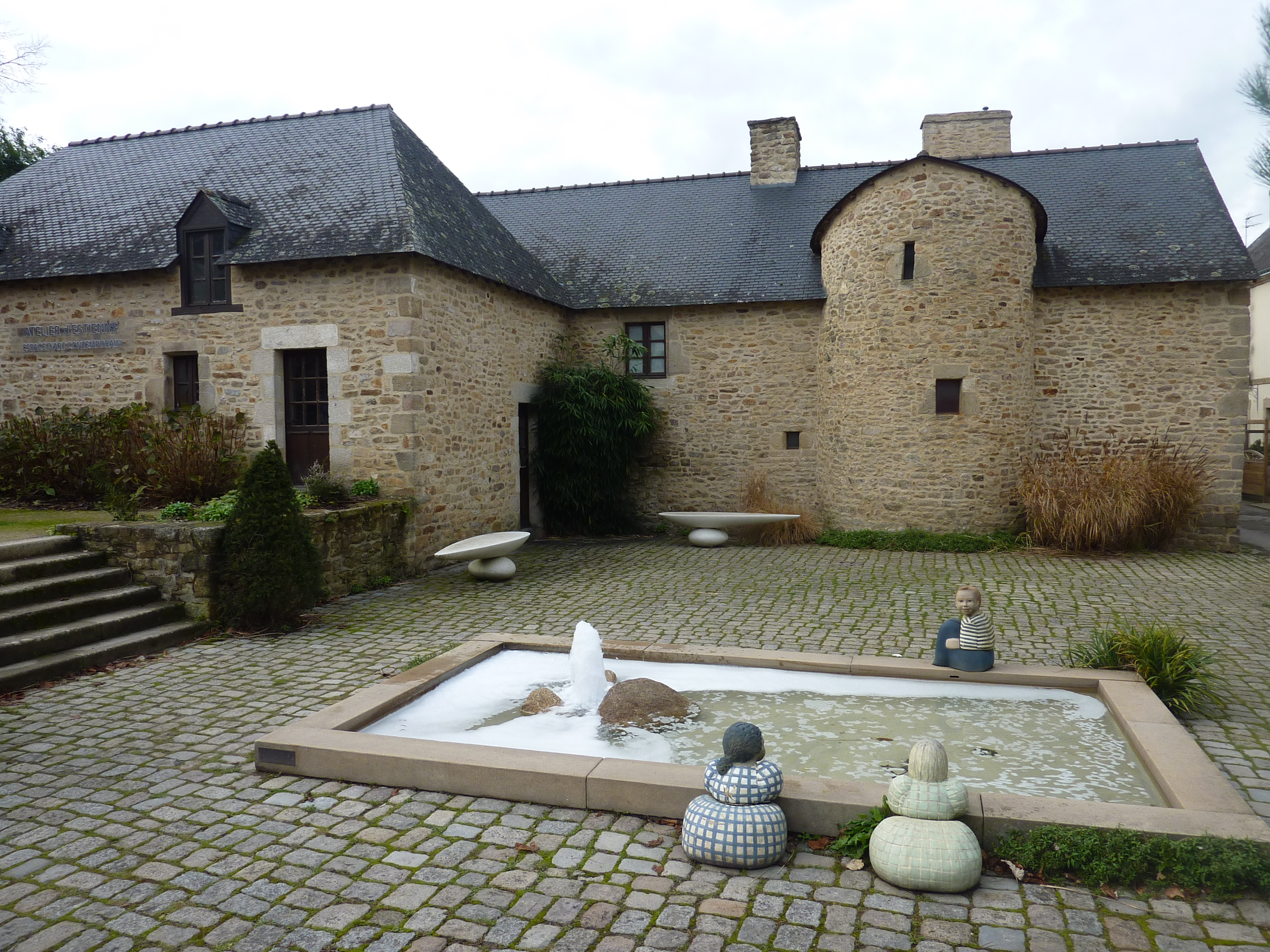
Maison ancienne de Pont-Scorff (largement restaurée).

- La ferme de Saint-Urchaut.

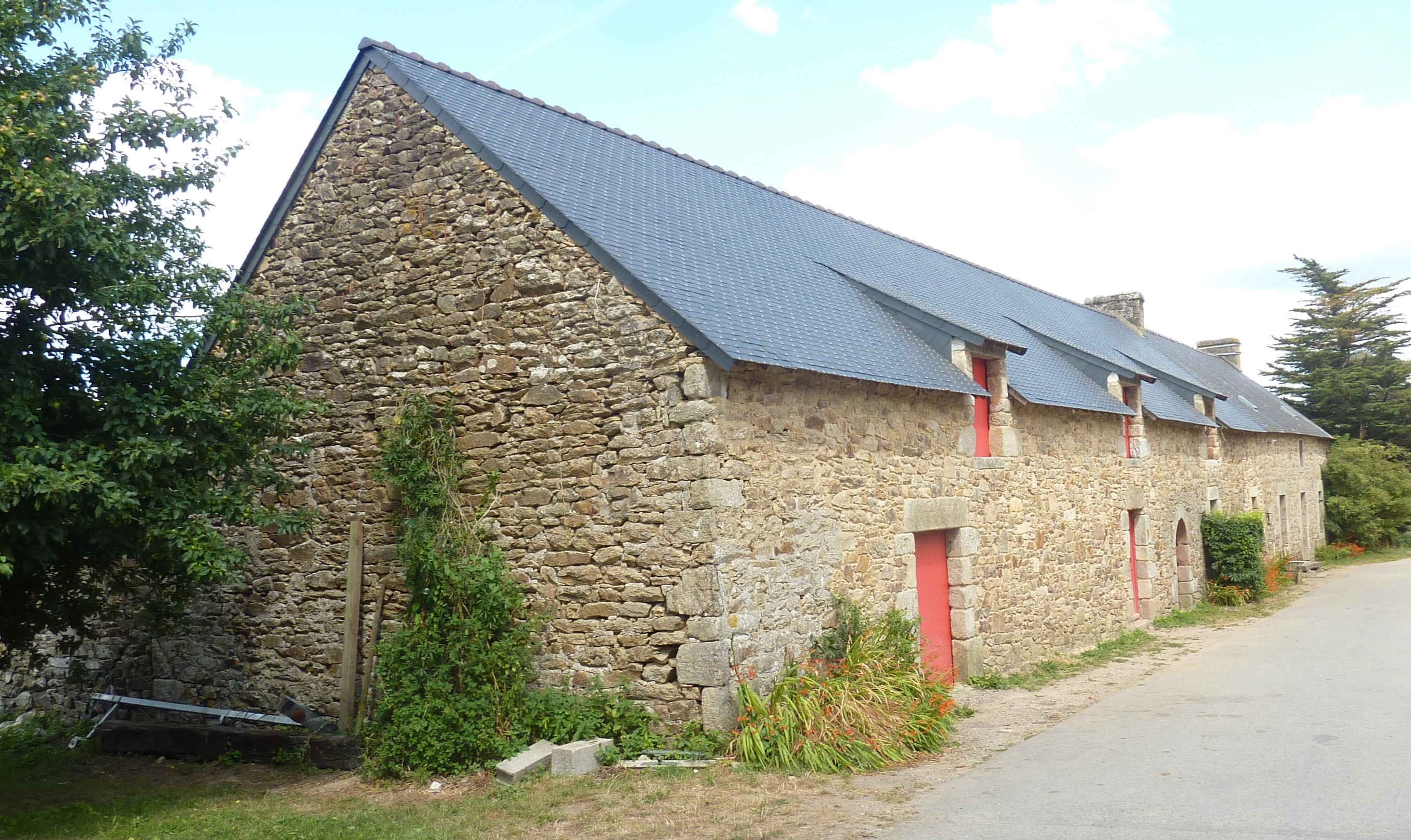
La ferme de Saint-Urchaut (longère).
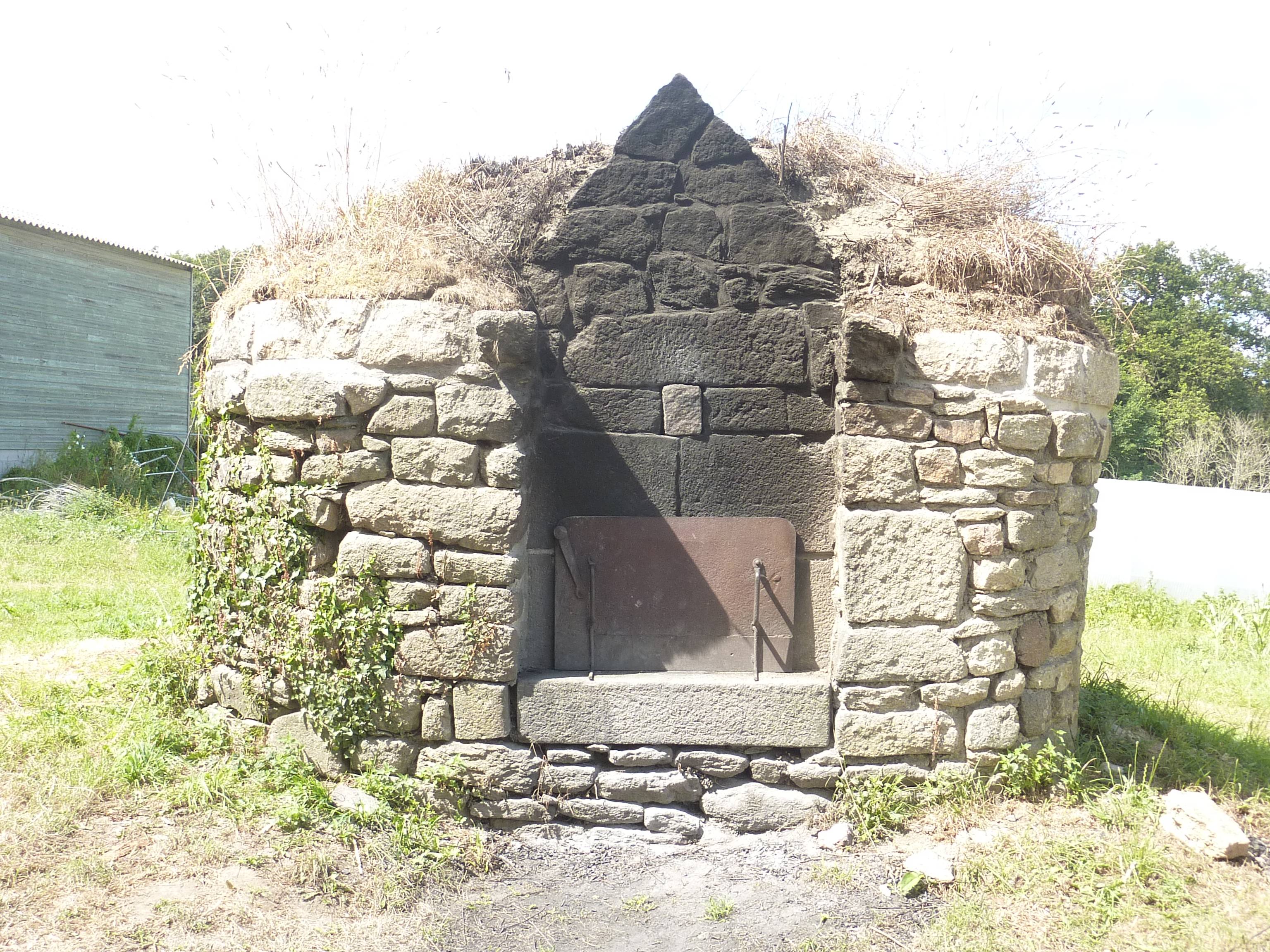
Le four à pain de la ferme de Saint-Urchaut.

## Événements et manifestations
- La commune accueille chaque année le marché de Noël parmi les plus fréquentés du département du Morbihan (au cours du deuxième week-end de décembre). Un feu d'artifice y est notamment organisé[76].
- L'Atelier d'Estienne organise un parcours estival d'art contemporain "L'Art Chemin Faisant".
- Festival Saumon. L'événement se déroule au cours du mois de juillet aux abords de la rivière du Scorff et autour du saumon sauvage, présent dans le Scorff. Autrefois organisé près de l'espace Odyssaum, la manifestation se déroule maintenant sur le site du manoir de Saint-Urchaut. Des animations gratuites telles que des concerts, des visites et ateliers à caractère scientifique et écologique, des spectacles ainsi qu'un feu d'artifice sont notamment organisés.

## Personnalités liées à la commune

### Nées sur le territoire de la commune
- Pierre Jules César Guyardet (1767-1813), général des armées de la République et de l'Empire.
- Armand Penverne (1926-2012), footballeur international puis entraîneur .

### Ont vécu sur la commune
- Louis L'Hévéder (1899-1946), homme politique, Élu conseiller d’arrondissement (Pont-Scorff) en 1928
- Guy Le Citol (1923-2020)

### Décédées sur la commune
- Général Fernand Louis Armand Marie de Langle de Cary (1849-1927), officier militaire de la Première Guerre mondiale.